# Gimbrède
Gimbrède (Gimbreda en gascon) est une commune française située dans le nord-est du département du Gers, en région Occitanie. Sur le plan historique et culturel, la commune est dans la Lomagne, une ancienne circonscription de la province de Gascogne ayant titre de vicomté, surnommée « Toscane française ».
Exposée à un climat océanique altéré, elle est drainée par l'Auroue, l'Estressol, Les Marenques, le ruisseau de Rioucot et par divers autres petits cours d'eau. La commune possède un patrimoine naturel remarquable composé d'une zone naturelle d'intérêt écologique, faunistique et floristique.
Gimbrède est une commune rurale qui compte 285 habitants en 2022, après avoir connu un pic de population de 1 004 habitants en 1831.  Elle fait partie de l'aire d'attraction d'Agen. Ses habitants sont appelés les Gimbrédois ou  Gimbrédoises.
Le patrimoine architectural de la commune comprend un immeuble protégé au titre des monuments historiques : l'église de Rouillac, inscrite en 1990.

## Géographie

### Localisation
Gimbrède est une commune située dans le Brulhois. Elle est limitrophe des départements du Tarn-et-Garonne et du Lot-et-Garonne (région Nouvelle-Aquitaine).

### Communes limitrophes
Les communes limitrophes sont  Astaffort, Cuq, Dunes, Miradoux, Sainte-Mère, Sempesserre et Sistels.
|                            | Cuq (Lot-et-Garonne) | Dunes (Tarn-et-Garonne)   |
| Astaffort (Lot-et-Garonne) | Gimbrède             | Sistels (Tarn-et-Garonne) |
| Sempesserre                | Sainte-Mère          | Miradoux                  |

### Géologie et relief
Gimbrède se situe en zone de sismicité 1 (sismicité très faible).

### Hydrographie

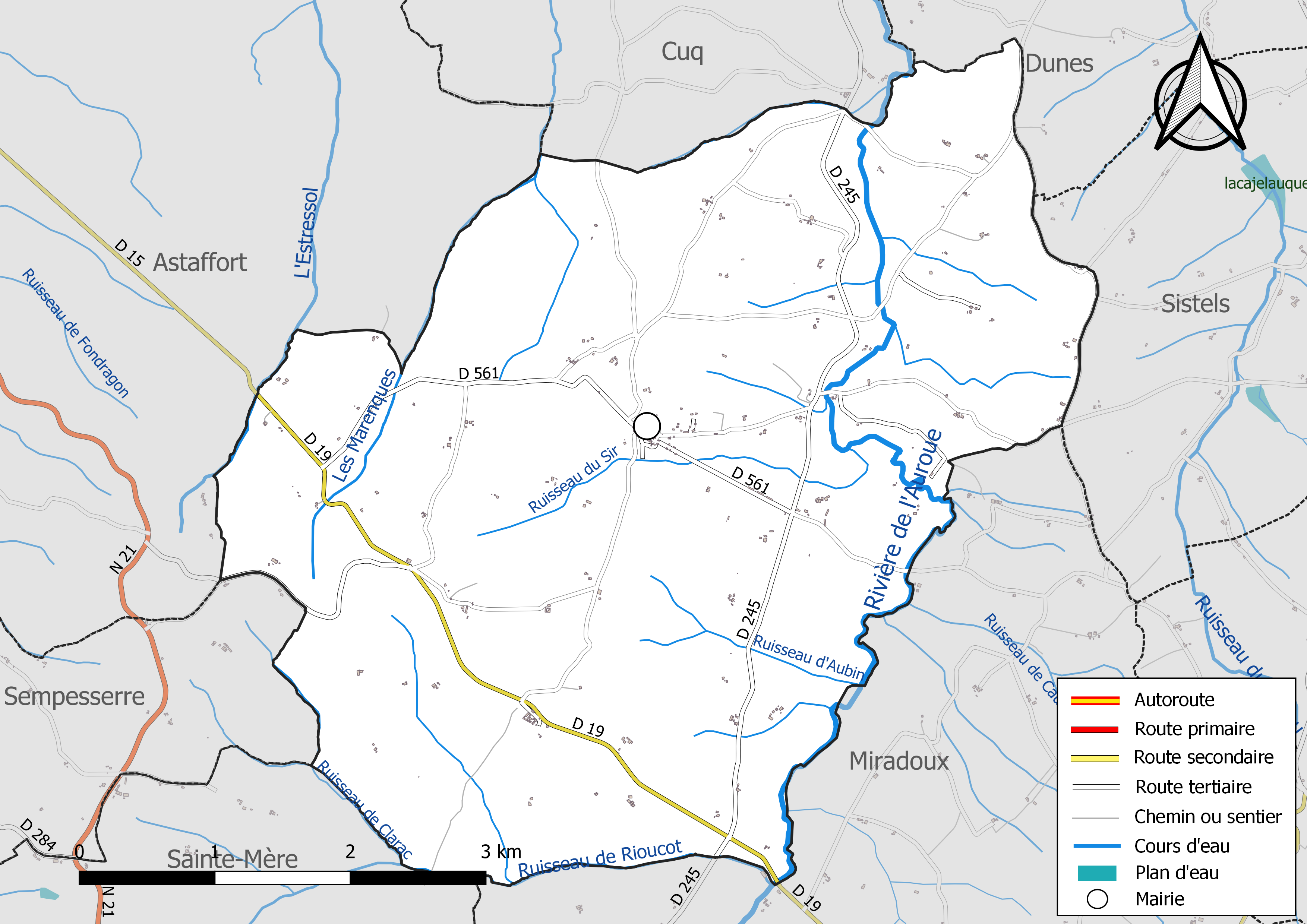
Réseaux hydrographique et routier de Gimbrède.

La commune est dans le bassin de la Garonne, au sein du bassin hydrographique Adour-Garonne. Elle est drainée par l'Auroue, l'Estressol, Les Marenques, le ruisseau de Rioucot, le ruisseau d'Aubin, le ruisseau de Caussiac, le ruisseau du Sir et par divers petits cours d'eau, qui constituent un réseau hydrographique de 29 km de longueur totale,.
L'Auroue, d'une longueur totale de 62,4 km, prend sa source dans la commune de Crastes et s'écoule vers le nord. Il traverse la commune et se jette dans la Garonne à Saint-Romain-le-Noble, après avoir traversé 26 communes.
L'Estressol, d'une longueur totale de 18 km, prend sa source dans la commune d'Astaffort et s'écoule vers le nord. Il traverse la commune et se jette dans la Garonne à Lafox, après avoir traversé 8 communes.

### Climat
Pour des articles plus généraux, voir Climat de l'Occitanie et Climat du Gers.
En 2010, le climat de la commune est de type climat du Bassin du Sud-Ouest, selon une étude s'appuyant sur une série de données couvrant la période 1971-2000. En 2020, Météo-France publie une typologie des climats de la France métropolitaine dans laquelle la commune est exposée à un climat océanique altéré et est dans la région climatique Aquitaine, Gascogne, caractérisée par une pluviométrie abondante au printemps, modérée en automne, un faible ensoleillement au printemps, un été chaud (19,5 °C), des vents faibles, des brouillards fréquents en automne et en hiver et des orages fréquents en été (15 à 20 jours).
Pour la période 1971-2000, la température annuelle moyenne est de 13,3 °C, avec une amplitude thermique annuelle de 15,5 °C. Le cumul annuel moyen de précipitations est de 764 mm, avec 10,5 jours de précipitations en janvier et 6,3 jours en juillet. Pour la période 1991-2020, la température moyenne annuelle observée sur la station météorologique la plus proche, située sur la commune de Mauroux à 16 km à vol d'oiseau, est de 14,0 °C et le cumul annuel moyen de précipitations est de 677,6 mm,. Pour l'avenir, les paramètres climatiques de la commune estimés pour 2050 selon différents scénarios d'émission de gaz à effet de serre sont consultables sur un site dédié publié par Météo-France en novembre 2022.

### Milieux naturels et biodiversité

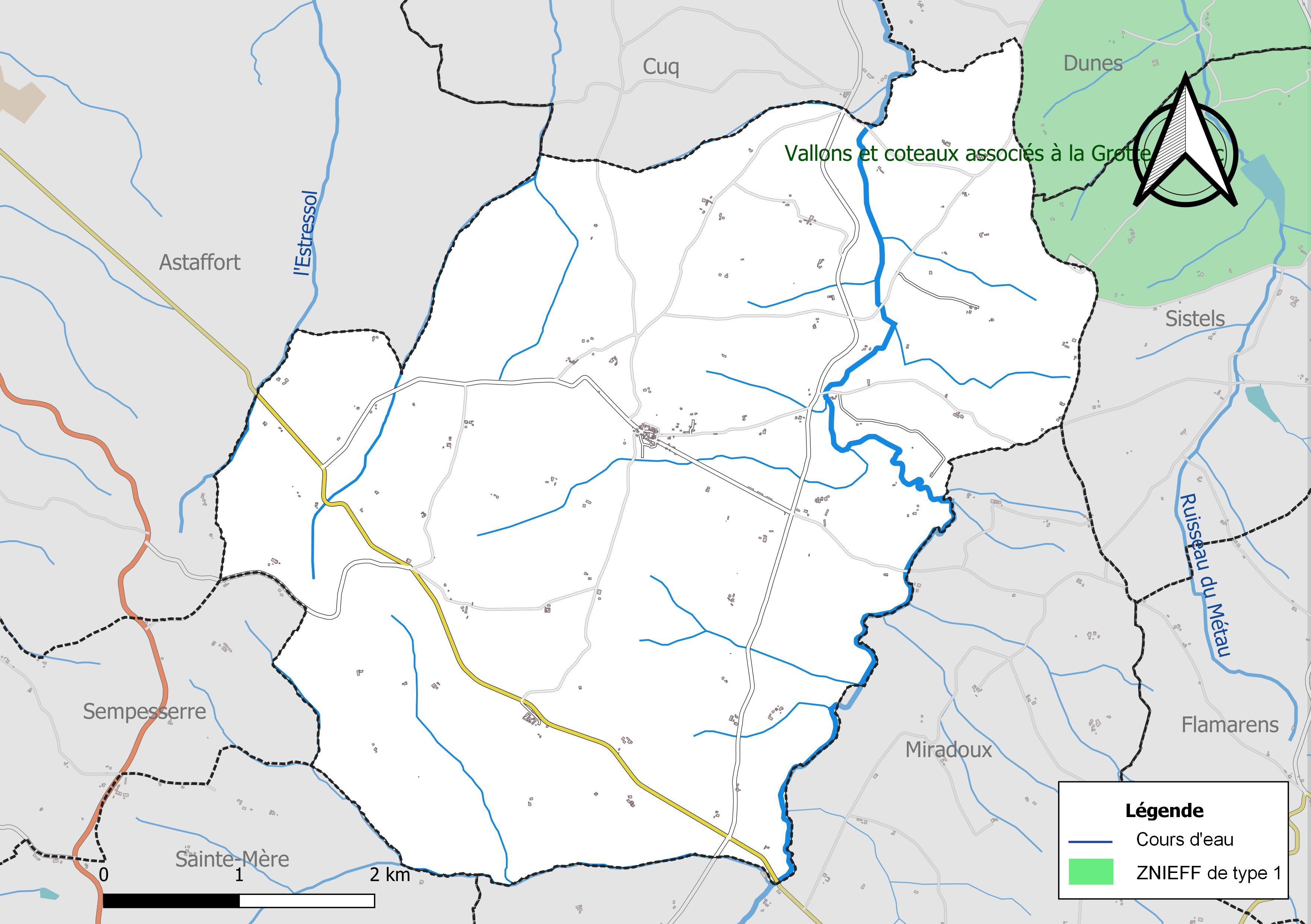
Carte de la ZNIEFF de type 1 localisée sur la commune.

L’inventaire des zones naturelles d'intérêt écologique, faunistique et floristique (ZNIEFF) a pour objectif de réaliser une couverture des zones les plus intéressantes sur le plan écologique, essentiellement dans la perspective d’améliorer la connaissance du patrimoine naturel national et de fournir aux différents décideurs un outil d’aide à la prise en compte de l’environnement dans l’aménagement du territoire.
Une ZNIEFF de type 1 est recensée sur la commune :
les « vallons et coteaux associés à la grotte du Roc » (623 ha), couvrant 3 communes dont une dans le Gers et deux dans le Tarn-et-Garonne.

## Urbanisme

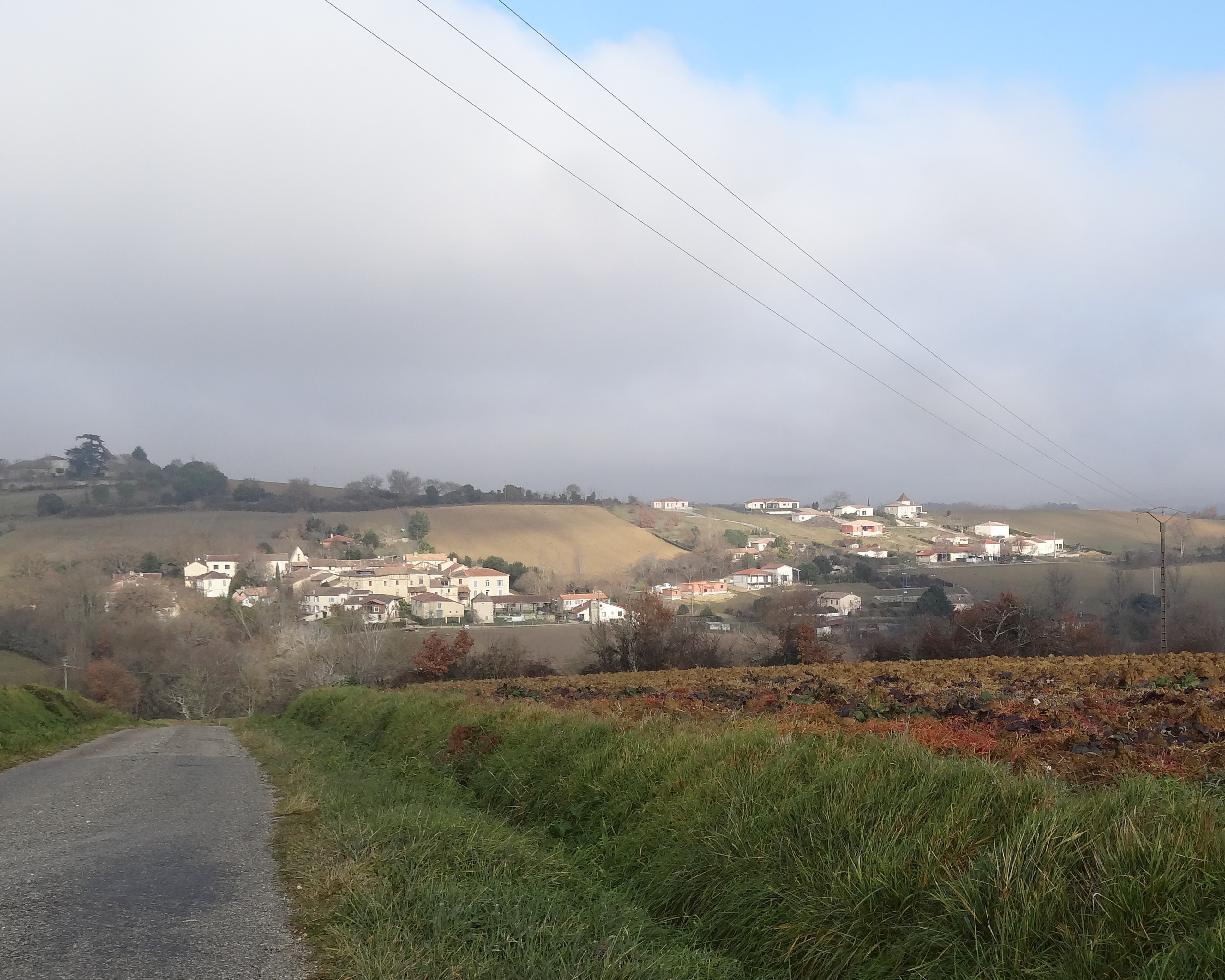
Vue sud de Gimbrède en décembre 2021. La commune s'inscrit dans un cadre rural.

### Typologie
Au 1er janvier 2024, Gimbrède est catégorisée commune rurale à habitat très dispersé, selon la nouvelle grille communale de densité à sept niveaux définie par l'Insee en 2022.
Elle est située hors unité urbaine. Par ailleurs la commune fait partie de l'aire d'attraction d'Agen, dont elle est une commune de la couronne,. Cette aire, qui regroupe 81 communes, est catégorisée dans les aires de 50 000 à moins de 200 000 habitants,.

### Occupation des sols
L'occupation des sols de la commune, telle qu'elle ressort de la base de données européenne d’occupation biophysique des sols Corine Land Cover (CLC), est marquée par l'importance des territoires agricoles (96,8 % en 2018), une proportion sensiblement équivalente à celle de 1990 (97,2 %). La répartition détaillée en 2018 est la suivante : 
terres arables (76,1 %), zones agricoles hétérogènes (14,3 %), prairies (6,5 %), forêts (3,2 %). L'évolution de l’occupation des sols de la commune et de ses infrastructures peut être observée sur les différentes représentations cartographiques du territoire : la carte de Cassini (XVIIIe siècle), la carte d'état-major (1820-1866) et les cartes ou photos aériennes de l'IGN pour la période actuelle (1950 à aujourd'hui).

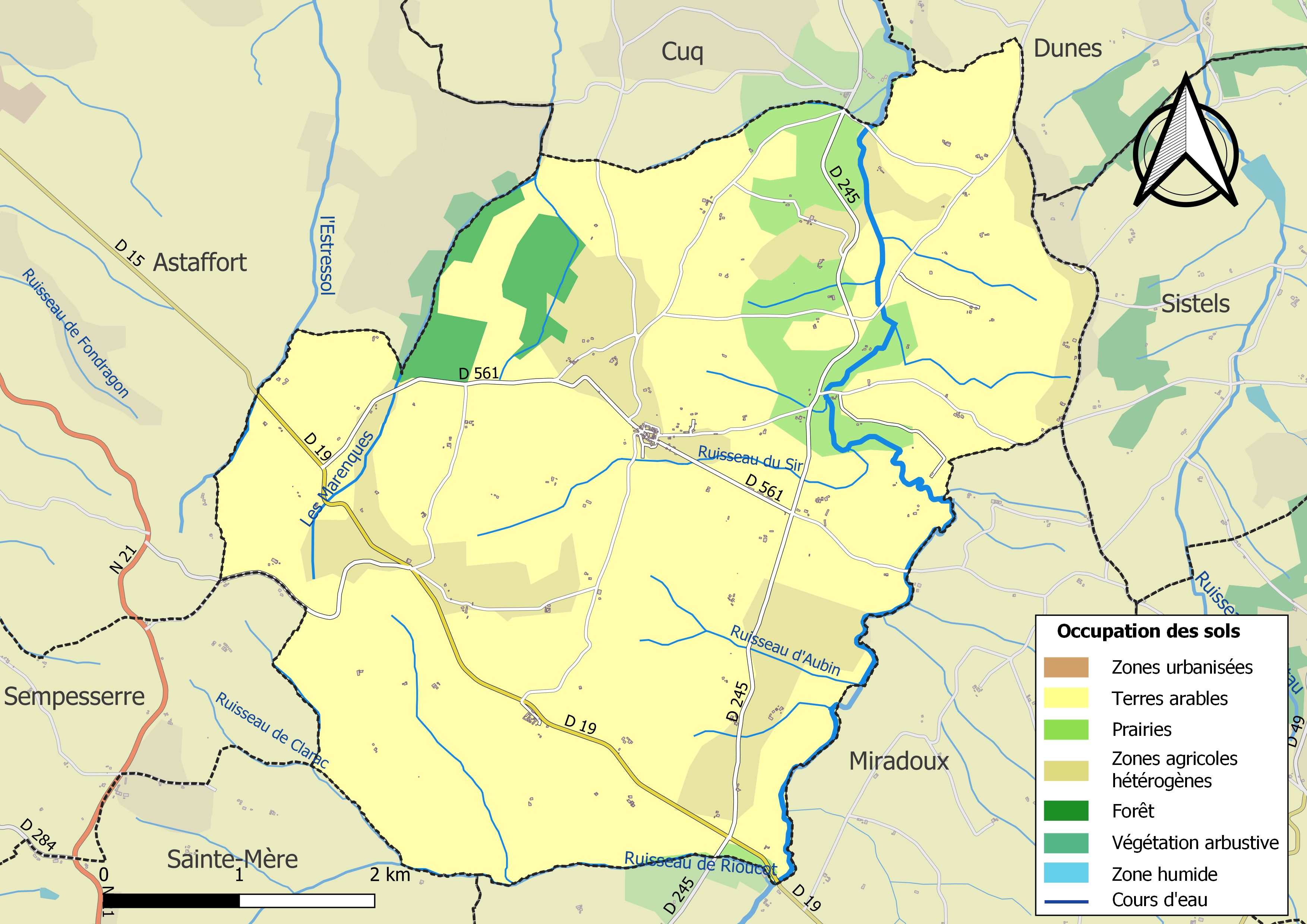
Carte des infrastructures et de l'occupation des sols de la commune en 2018 (CLC).

### Voies de communication et transports

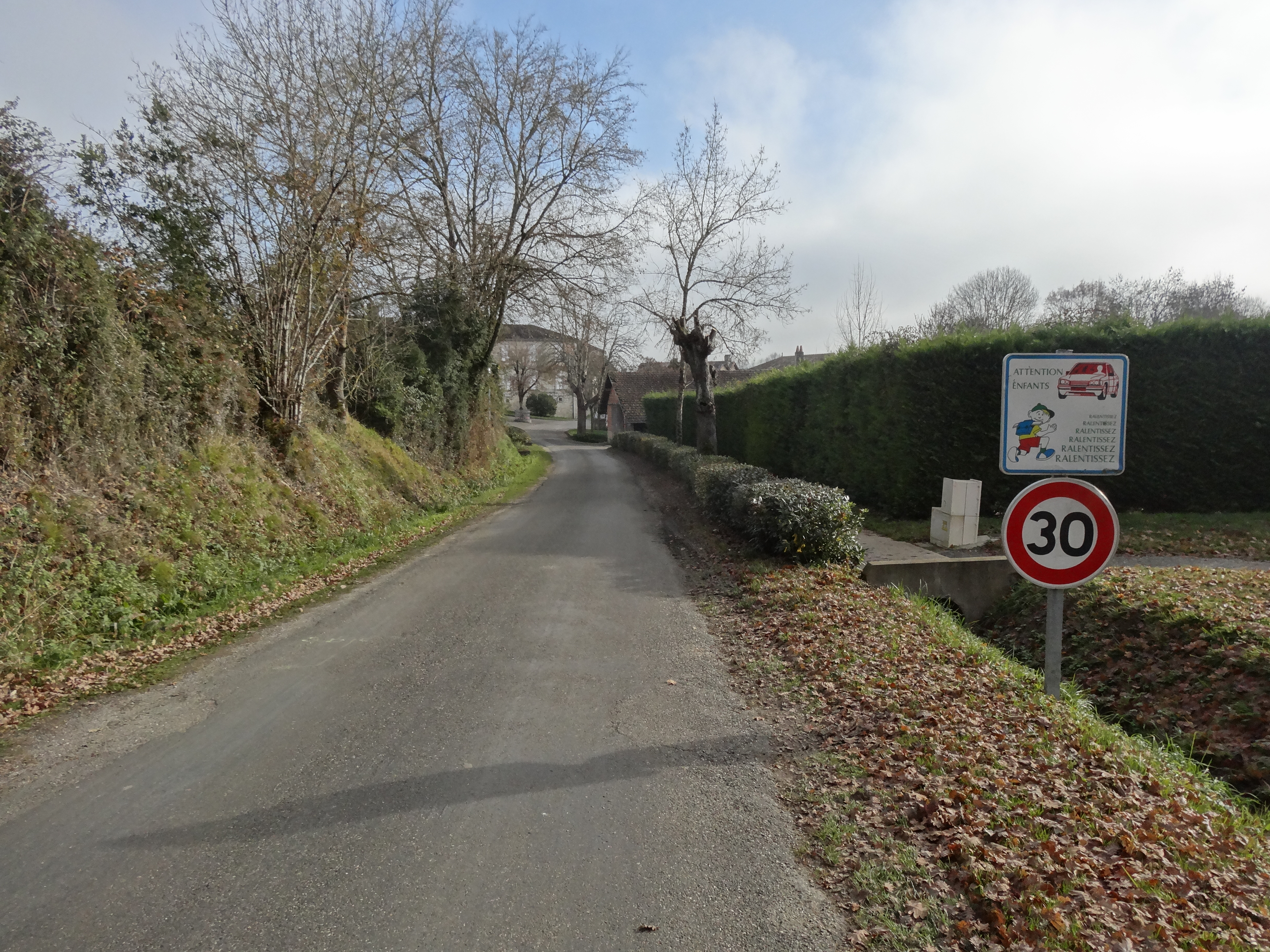
La D561 à Gimbrède.

### Risques majeurs
Le territoire de la commune de Gimbrède est vulnérable à différents aléas naturels : météorologiques (tempête, orage, neige, grand froid, canicule ou sécheresse) et séisme (sismicité très faible). Un site publié par le BRGM permet d'évaluer simplement et rapidement les risques d'un bien localisé soit par son adresse soit par le numéro de sa parcelle.

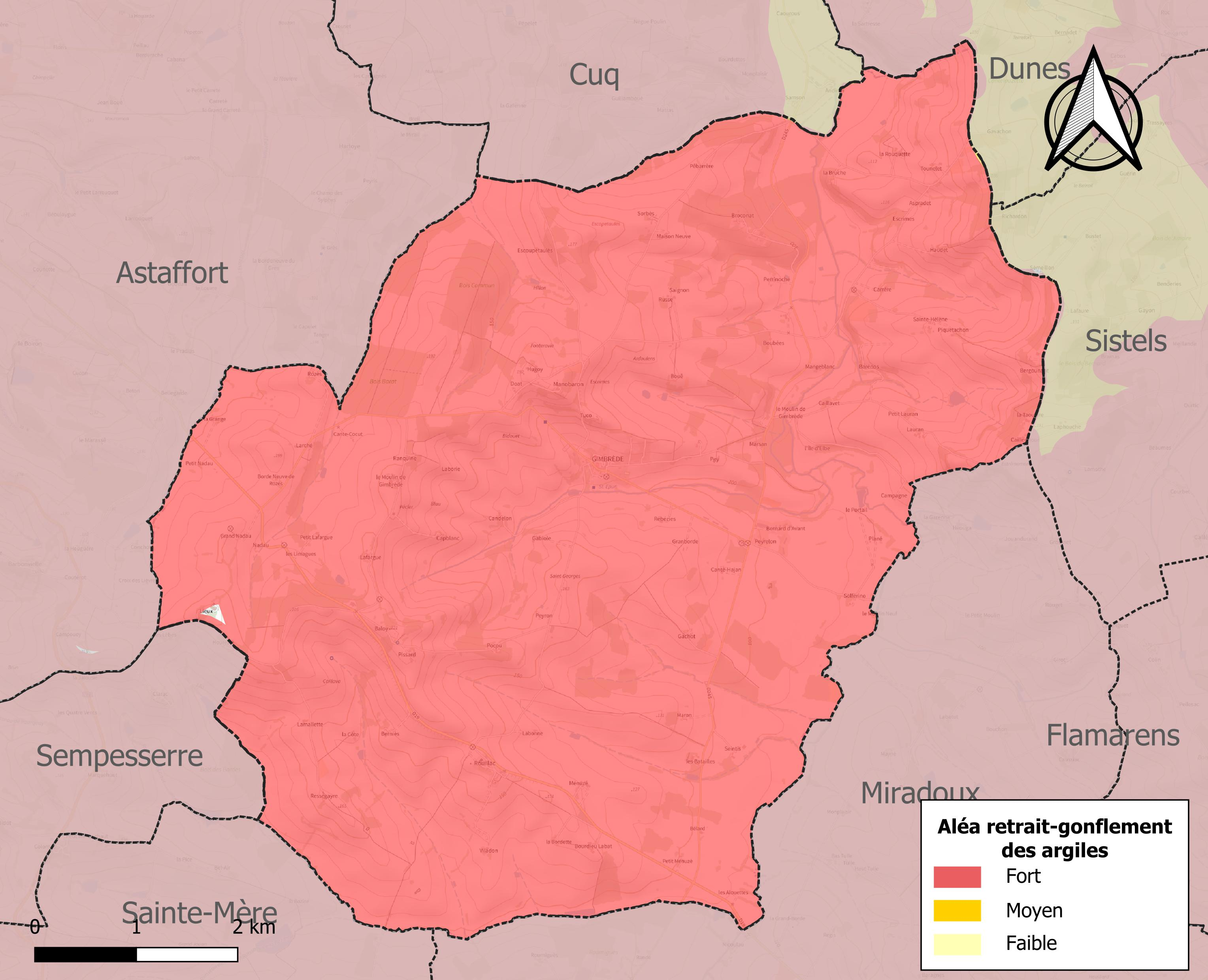
Carte des zones d'aléa retrait-gonflement des sols argileux de Gimbrède.

Le retrait-gonflement des sols argileux est susceptible d'engendrer des dommages importants aux bâtiments en cas d’alternance de périodes de sécheresse et de pluie. La totalité de la commune est en aléa moyen ou fort (94,5 % au niveau départemental et 48,5 % au niveau national). Sur les 163 bâtiments dénombrés sur la commune en 2019, 162 sont en aléa moyen ou fort, soit 99 %, à comparer aux 93 % au niveau départemental et 54 % au niveau national. Une cartographie de l'exposition du territoire national au retrait gonflement des sols argileux est disponible sur le site du BRGM,.
Par ailleurs, afin de mieux appréhender le risque d’affaissement de terrain, l'inventaire national des cavités souterraines permet de localiser celles situées sur la commune.
La commune a été reconnue en état de catastrophe naturelle au titre des dommages causés par les inondations et coulées de boue survenues en 1988, 1999, 2009 et 2018. Concernant les mouvements de terrains, la commune a été reconnue en état de catastrophe naturelle au titre des dommages causés par la sécheresse en 1989, 2002, 2003, 2011 et 2016 et par des mouvements de terrain en 1999.

## Toponymie
Le toponyme provient de gimbrata avec le suffixe -ata, de l'occitan et du gascon gimbre (genièvre), « la terre ou croît le genièvre ».

## Histoire
En 1823, la commune de Rouillac est rattachée à celle de Gimbrède.

Rouillac
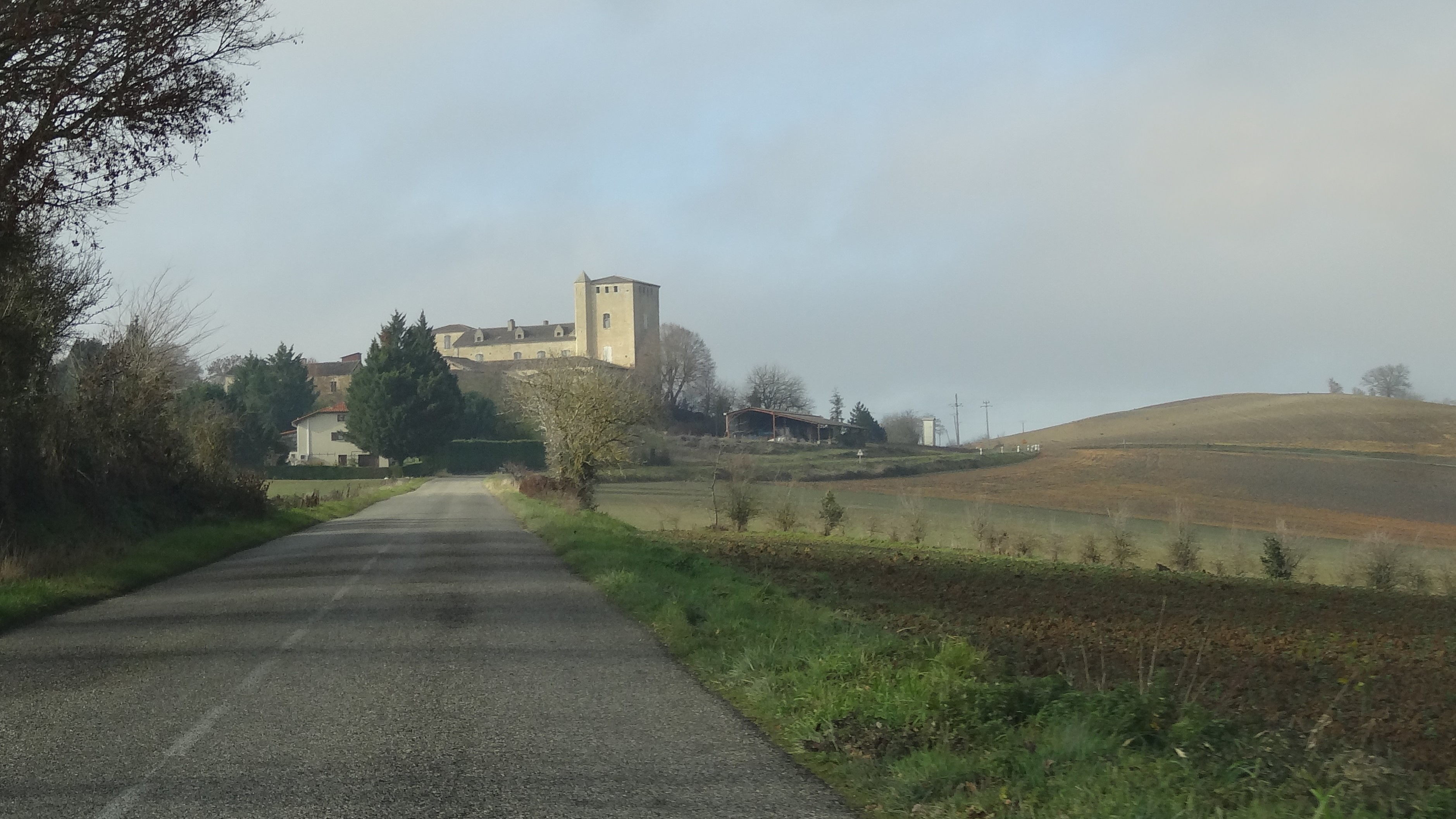
Vue est depuis la D19.
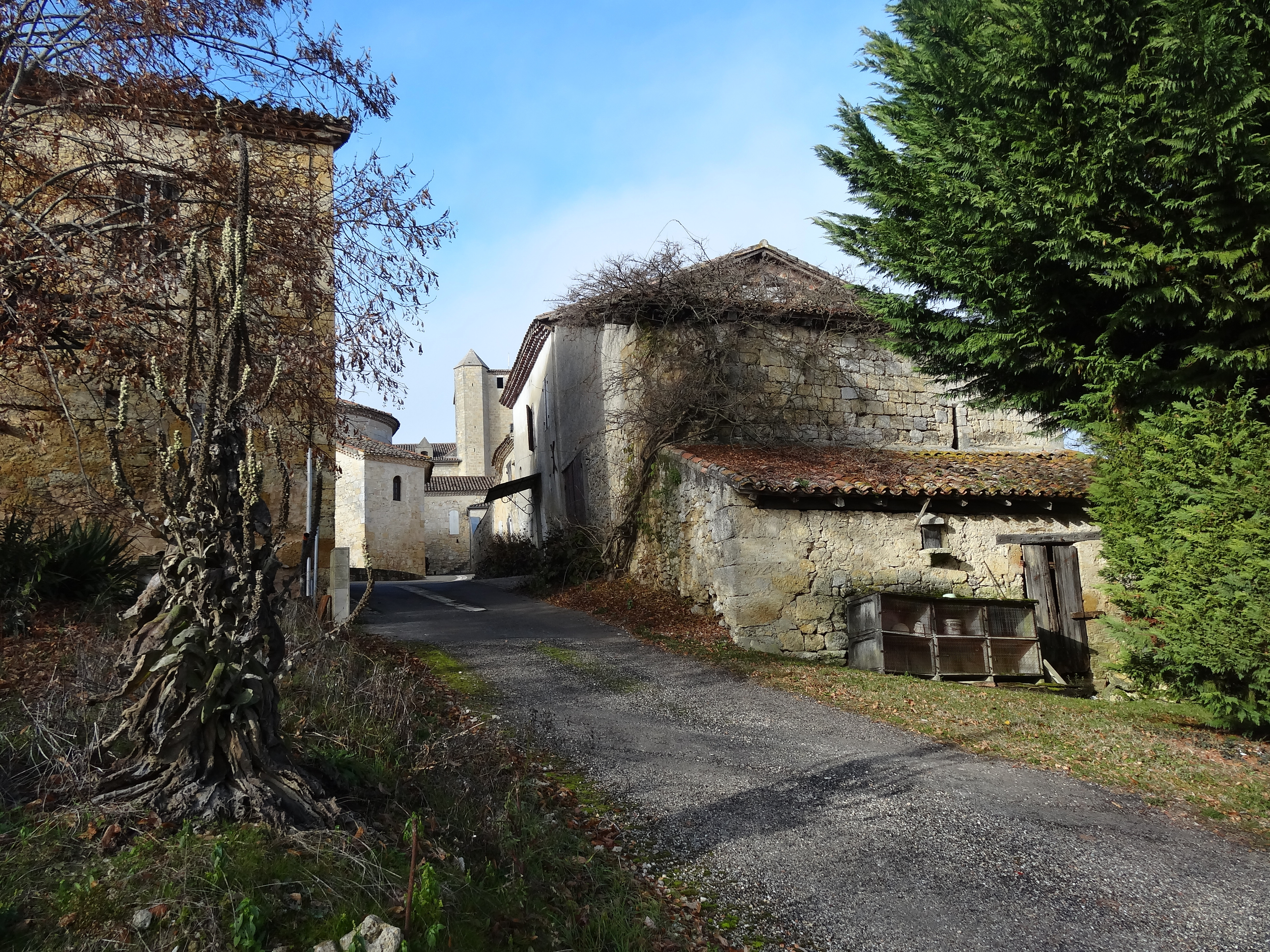
Entrée est du village.
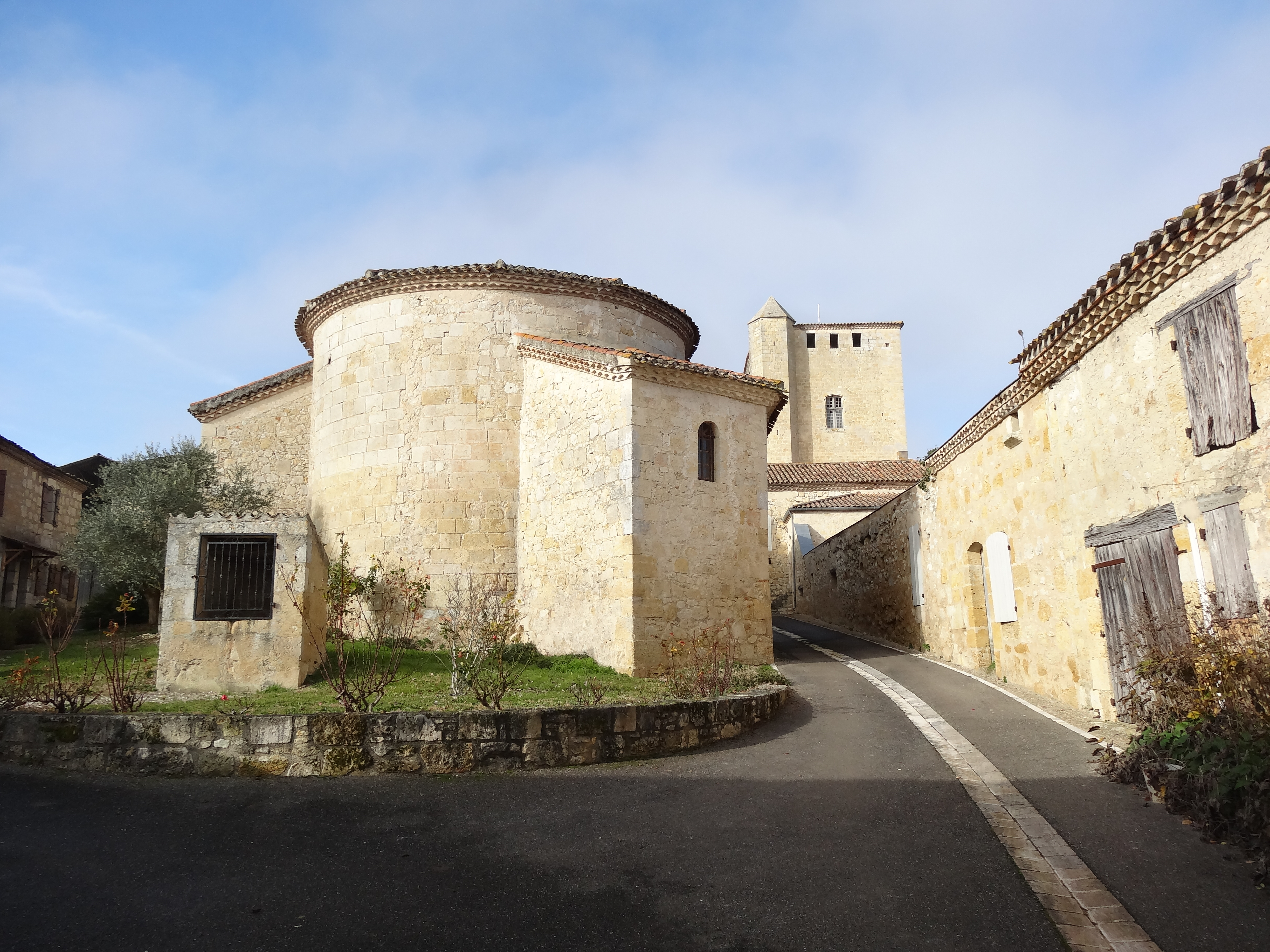
L'Église Saint-Jacques vue du chevet, ainsi qu'un puits au premier-plan et le château de Rouillac en arrière-plan.
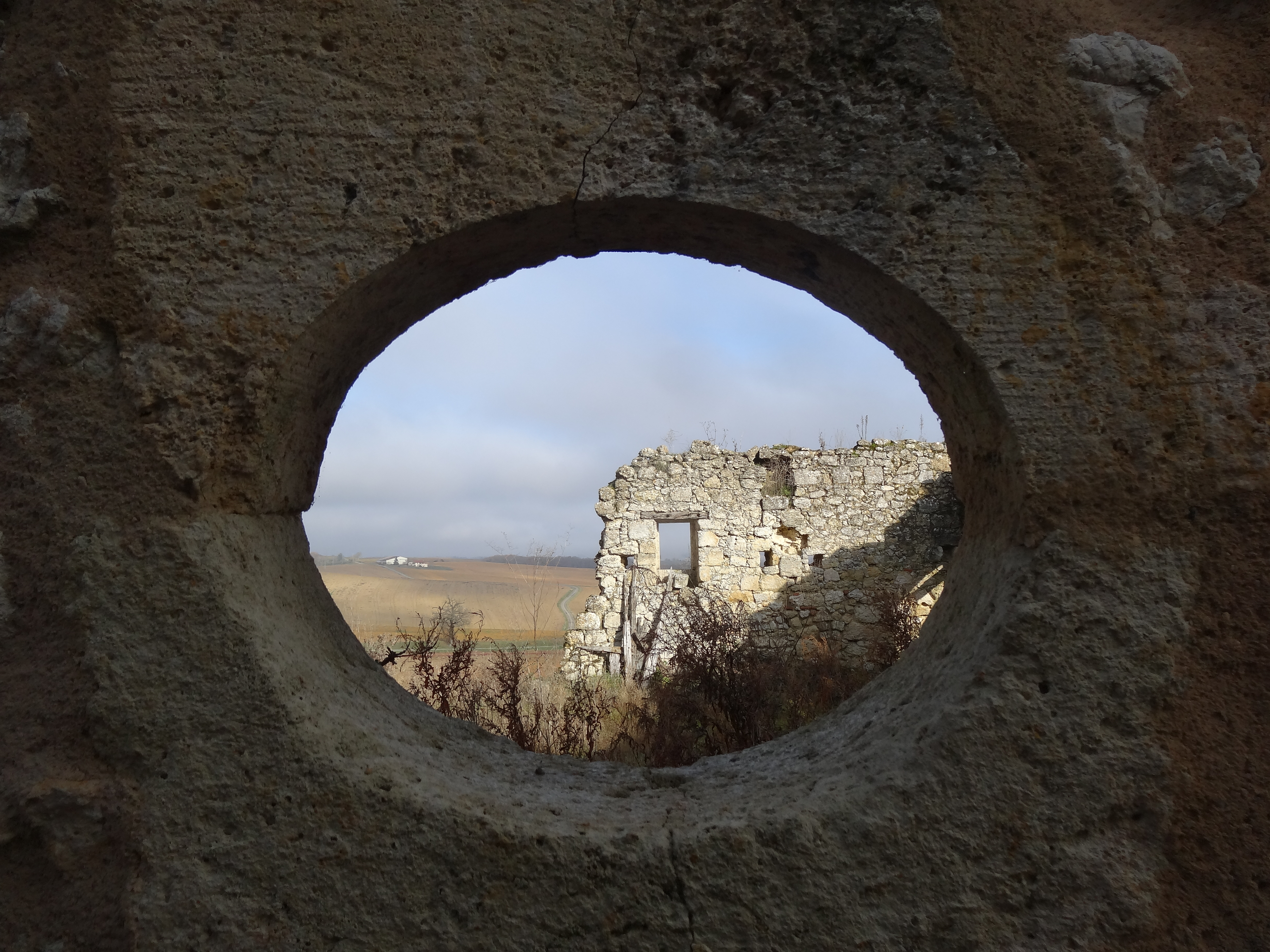
Ruines.

### Les Templiers
Il existait à Gimbrède une commanderie templière de l'ordre du Temple.

Les Templiers de Gimbrède
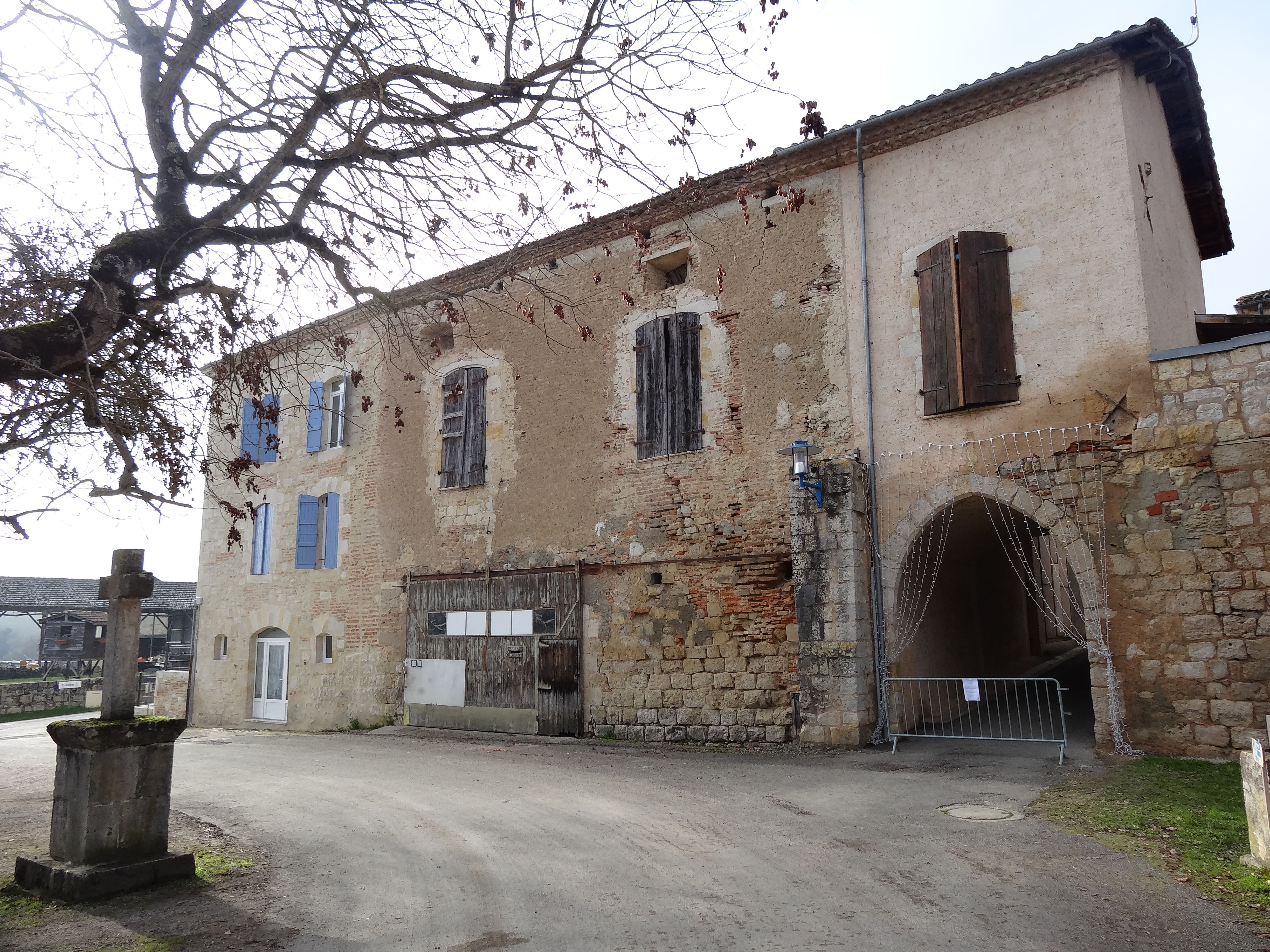
La tour-porte.
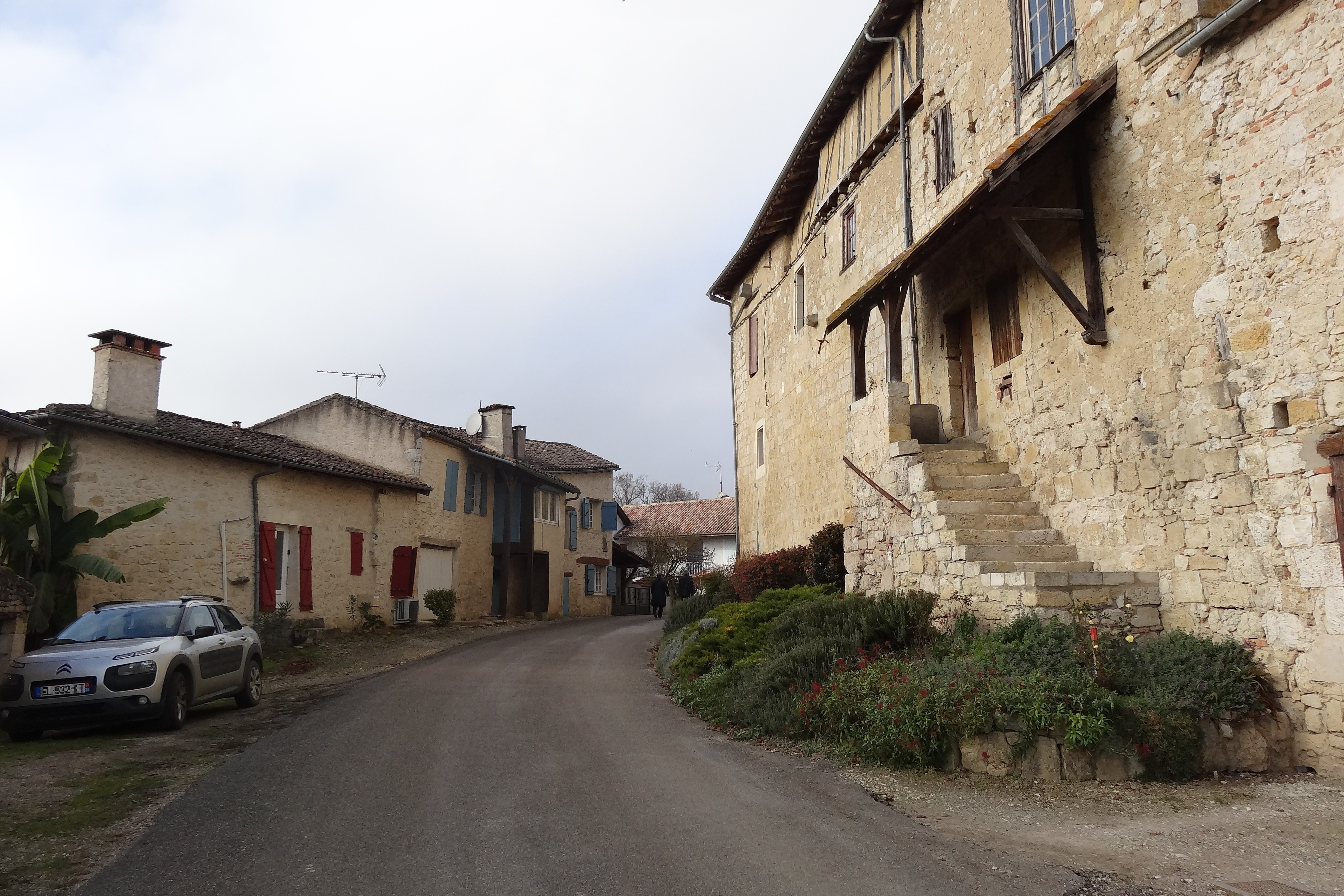
Traces de la commanderie.
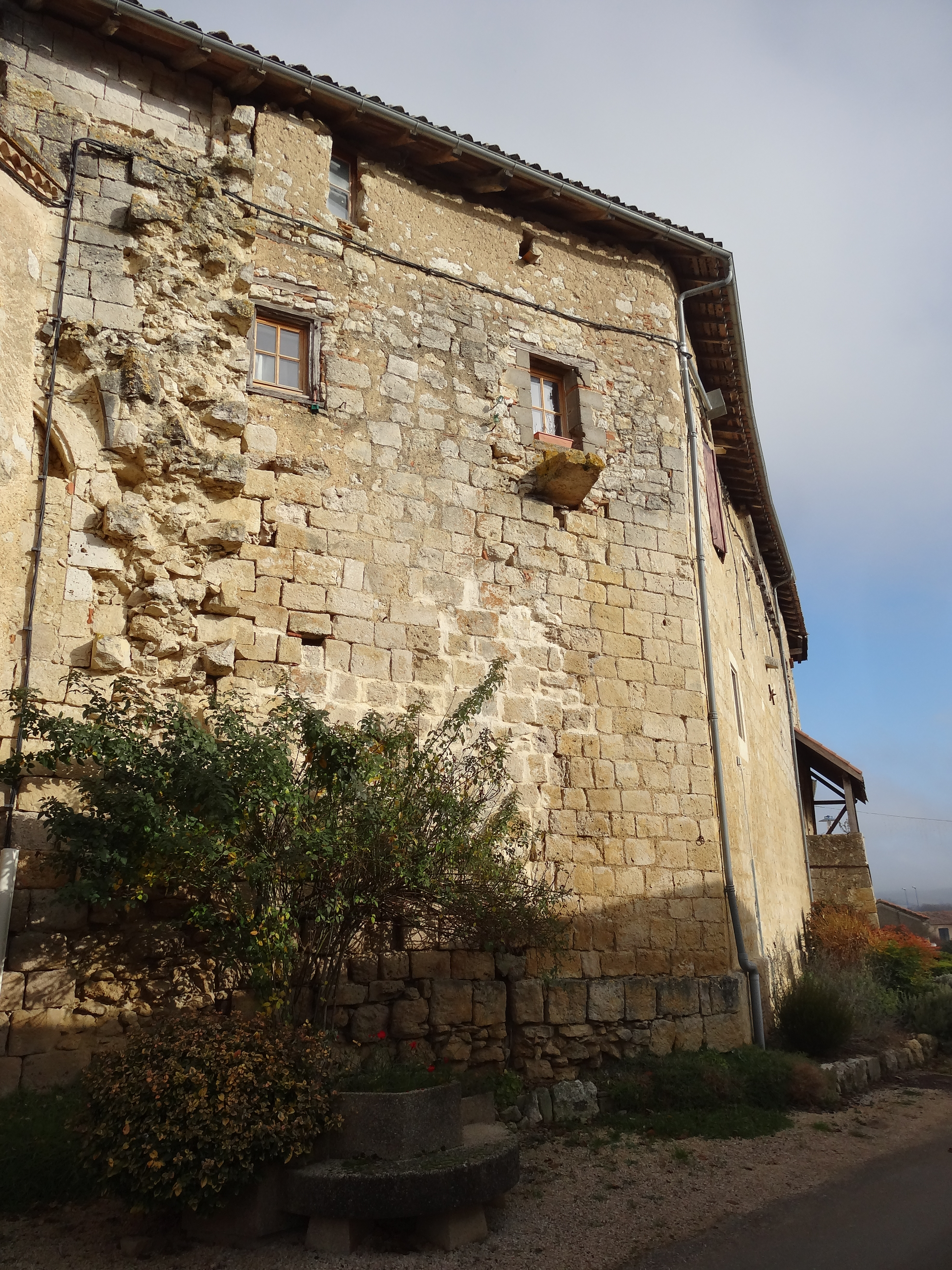
Mur de rempart aujourd'hui intégré.
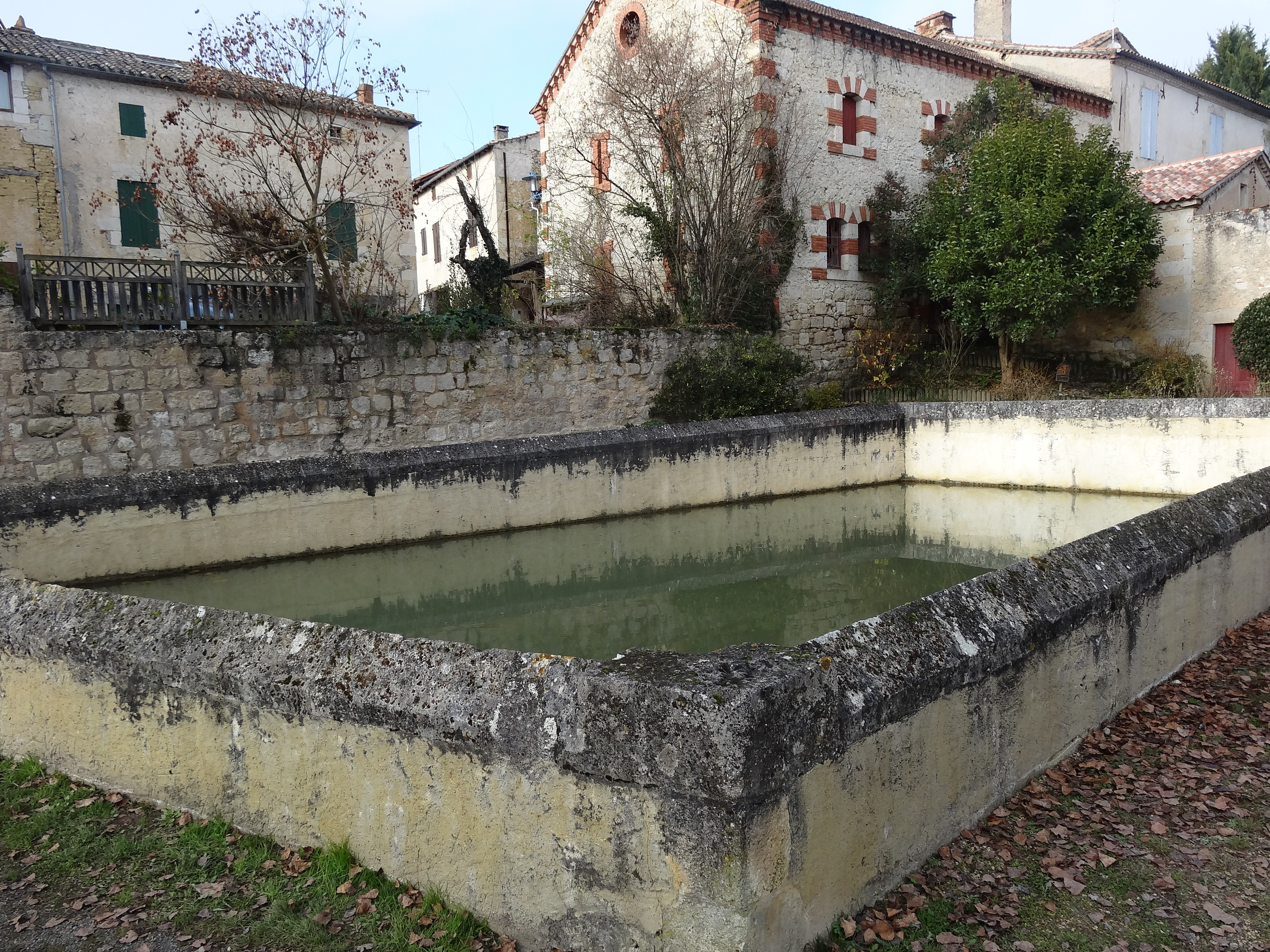
Bassin.

## Politique et administration

### Liste des maires

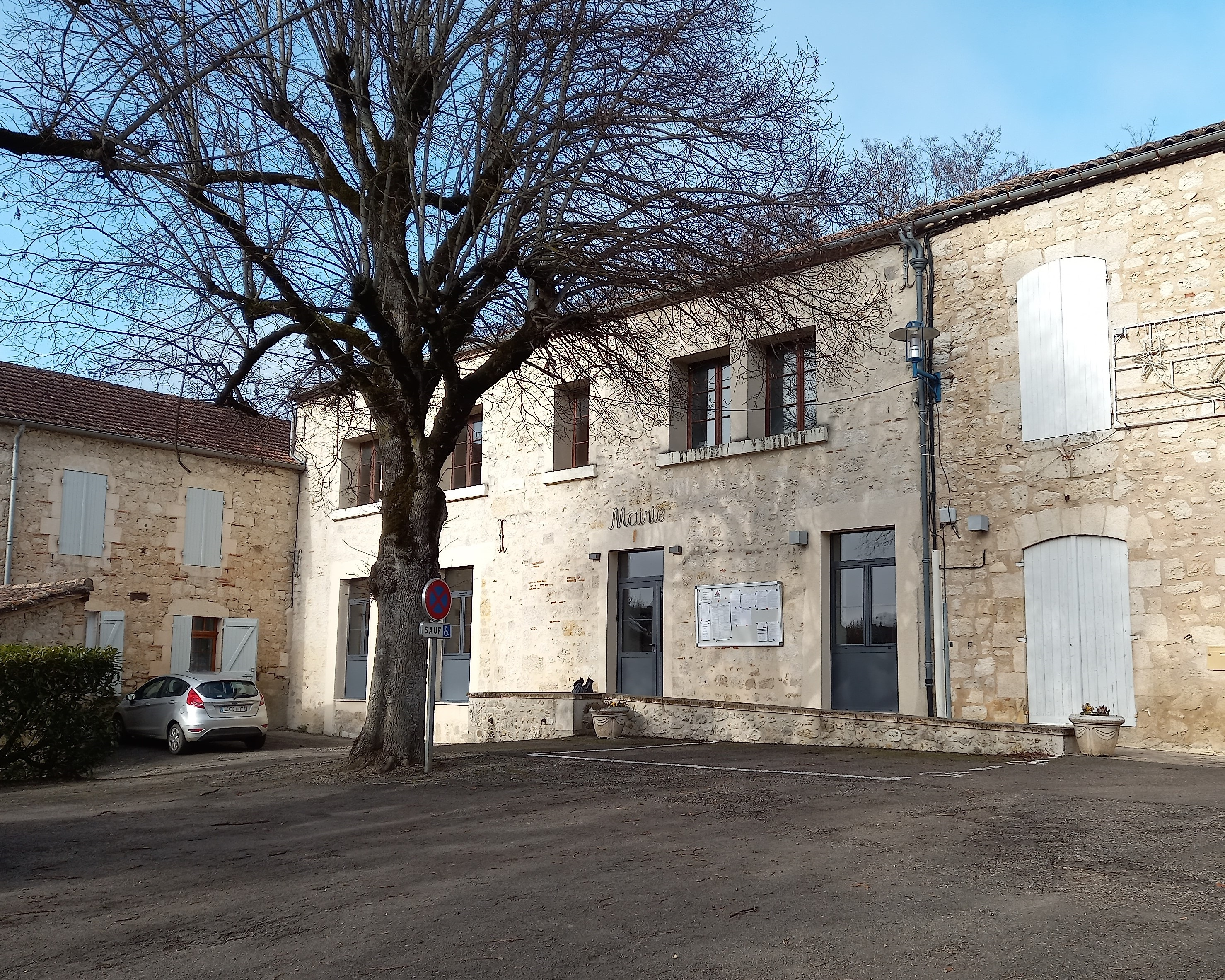
La mairie.

| Période                                  | Période   | Identité            | Étiquette | Qualité |
| ---------------------------------------- | --------- | ------------------- | --------- | ------- |
| 1977                                     | juin 1995 | François Caresio    |           |         |
| juin 1995                                | 2020      | Alain Dumeaux       |           |         |
| 2020                                     | En cours  | Florence Chebassier |           |         |
| Les données manquantes sont à compléter. |           |                     |           |         |

## Population et société

### Démographie
L'évolution du nombre d'habitants est connue à travers les recensements de la population effectués dans la commune depuis 1793. Pour les communes de moins de 10 000 habitants, une enquête de recensement portant sur toute la population est réalisée tous les cinq ans, les populations de référence des années intermédiaires étant quant à elles estimées par interpolation ou extrapolation. Pour la commune, le premier recensement exhaustif entrant dans le cadre du nouveau dispositif a été réalisé en 2008.

En 2022, la commune comptait 285 habitants, en évolution de −3,06 % par rapport à 2016 (Gers : +1,04 %, France hors Mayotte : +2,11 %).
| 1793 | 1800 | 1806 | 1821 | 1831  | 1841 | 1846 | 1851 | 1856 |
| ---- | ---- | ---- | ---- | ----- | ---- | ---- | ---- | ---- |
| 741  | 680  | 794  | 759  | 1 004 | 955  | 975  | 964  | 923  |

| 1861 | 1866 | 1872 | 1876 | 1881 | 1886 | 1891 | 1896 | 1901 |
| ---- | ---- | ---- | ---- | ---- | ---- | ---- | ---- | ---- |
| 903  | 835  | 839  | 817  | 819  | 717  | 685  | 667  | 638  |

| 1906 | 1911 | 1921 | 1926 | 1931 | 1936 | 1946 | 1954 | 1962 |
| ---- | ---- | ---- | ---- | ---- | ---- | ---- | ---- | ---- |
| 621  | 606  | 510  | 510  | 522  | 564  | 520  | 469  | 409  |

| 1968 | 1975 | 1982 | 1990 | 1999 | 2006 | 2008 | 2013 | 2018 |
| ---- | ---- | ---- | ---- | ---- | ---- | ---- | ---- | ---- |
| 365  | 315  | 292  | 285  | 287  | 317  | 326  | 307  | 273  |

| 2022 | - | - | - | - | - | - | - | - |
| ---- | - | - | - | - | - | - | - | - |
| 285  | - | - | - | - | - | - | - | - |

### Manifestations culturelles et festivités

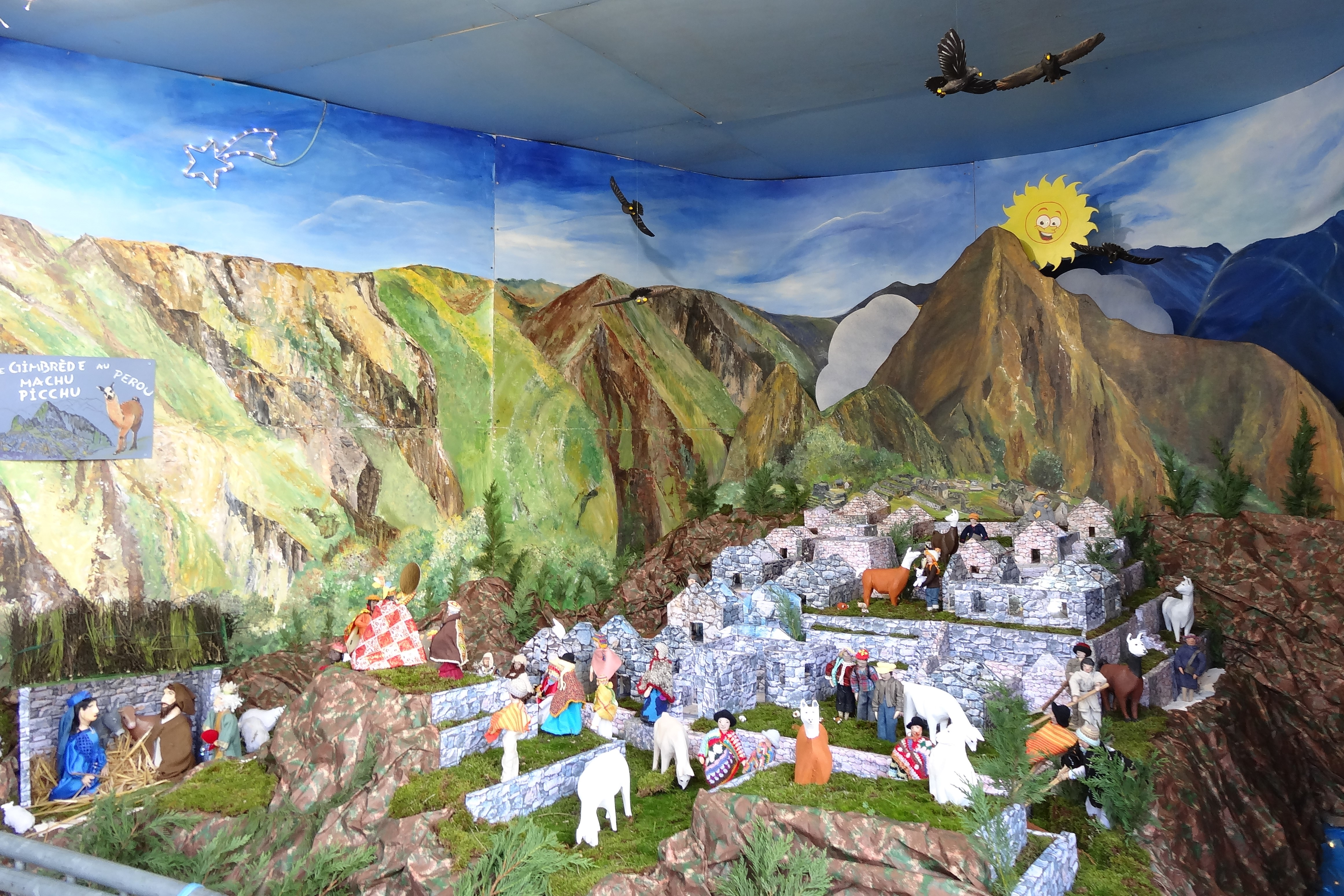
La crèche de Gimbrède en décembre 2021.

Gimbrède fait partie des huit communes qui participent à la Ronde des Crèches, une manifestation hivernale où chaque village expose une crèche d'après un thème commun qui diffère chaque année.

## Économie

### Revenus
En 2018  (données Insee publiées en septembre 2021), la commune compte 113 ménages fiscaux, regroupant 270 personnes. La médiane du revenu disponible par unité de consommation est de 19 060 € (20 820 € dans le département).

### Emploi
|                | 2008  | 2013  | 2018  |
| -------------- | ----- | ----- | ----- |
| Commune        | 2,6 % | 6,4 % | 8,2 % |
| Département    | 6,1 % | 7,5 % | 8,2 % |
| France entière | 8,3 % | 10 %  | 10 %  |

En 2018, la population âgée de 15 à 64 ans s'élève à 171 personnes, parmi lesquelles on compte 78,4 % d'actifs (70,2 % ayant un emploi et 8,2 % de chômeurs) et 21,6 % d'inactifs,. En  2018, le taux de chômage communal (au sens du recensement) des 15-64 ans est supérieur à celui du département, mais inférieur à celui de la France, alors qu'il était inférieur à celui du département et de la France en 2008.
La commune fait partie de la couronne de l'aire d'attraction d'Agen, du fait qu'au moins 15 % des actifs travaillent dans le pôle,. Elle compte 29 emplois en 2018, contre 55 en 2013 et 50 en 2008. Le nombre d'actifs ayant un emploi résidant dans la commune est de 123, soit un indicateur de concentration d'emploi de 23,5 % et un taux d'activité parmi les 15 ans ou plus de 56,8 %.
Sur ces 123 actifs de 15 ans ou plus ayant un emploi, 24 travaillent dans la commune, soit 20 % des habitants. Pour se rendre au travail, 85,4 % des habitants utilisent un véhicule personnel ou de fonction à quatre roues, 0,8 % les transports en commun, 1,6 % s'y rendent en deux-roues, à vélo ou à pied et 12,2 % n'ont pas besoin de transport (travail au domicile).

### Activités hors agriculture
9 établissements sont implantés  à Gimbrède au 31 décembre 2019.
Le secteur du commerce de gros et de détail, des transports, de l'hébergement et de la restauration est prépondérant sur la commune puisqu'il représente 33,3 % du nombre total d'établissements de la commune (3 sur les 9 entreprises implantées  à Gimbrède), contre 27,7 % au niveau départemental.

### Agriculture
La commune est dans la Lomagne, une petite région agricole occupant le nord-est du département du Gers. En 2020, l'orientation technico-économique de l'agriculture  sur la commune est l'exploitation de grandes cultures (hors céréales et oléoprotéagineuses).
|               | 1988  | 2000  | 2010  | 2020  |
| ------------- | ----- | ----- | ----- | ----- |
| Exploitations | 58    | 34    | 31    | 21    |
| SAU (ha)      | 1 863 | 1 929 | 2 079 | 1 953 |

Le nombre d'exploitations agricoles en activité et ayant leur siège dans la commune est passé de 58 lors du recensement agricole de 1988  à 34 en 2000 puis à 31 en 2010 et enfin à 21 en 2020, soit une baisse de 64 % en 32 ans. Le même mouvement est observé à l'échelle du département qui a perdu pendant cette période 51 % de ses exploitations,. La surface agricole utilisée sur la commune a quant à elle augmenté, passant de 1 863 ha en 1988 à 1 953 ha en 2020. Parallèlement la surface agricole utilisée moyenne par exploitation a augmenté, passant de 32 à 93 ha.

## Culture locale et patrimoine

### Lieux et monuments
- Église Saint-Georges de Gimbrède à clocher-mur.

L'église Saint-Georges
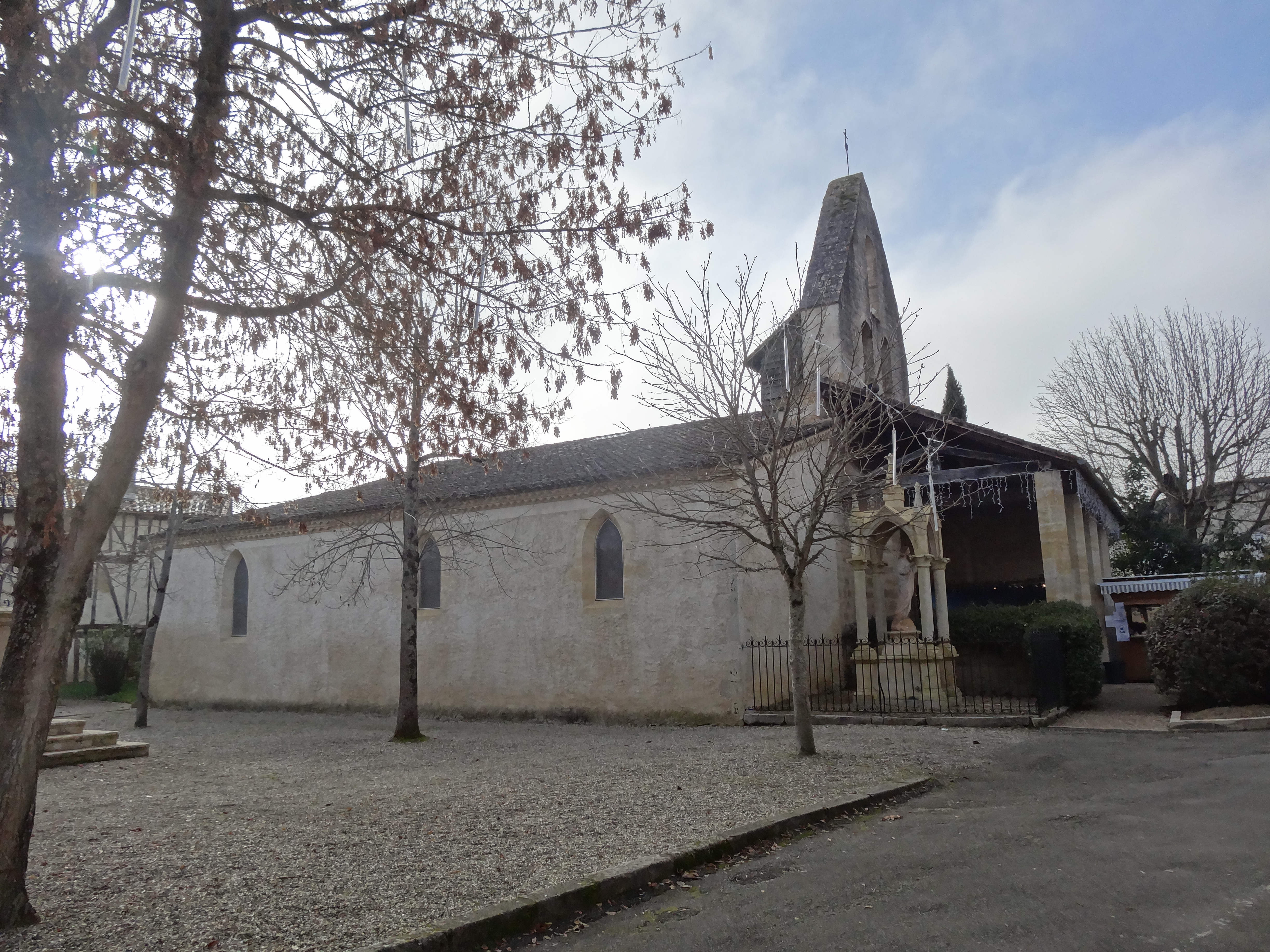
L'église.
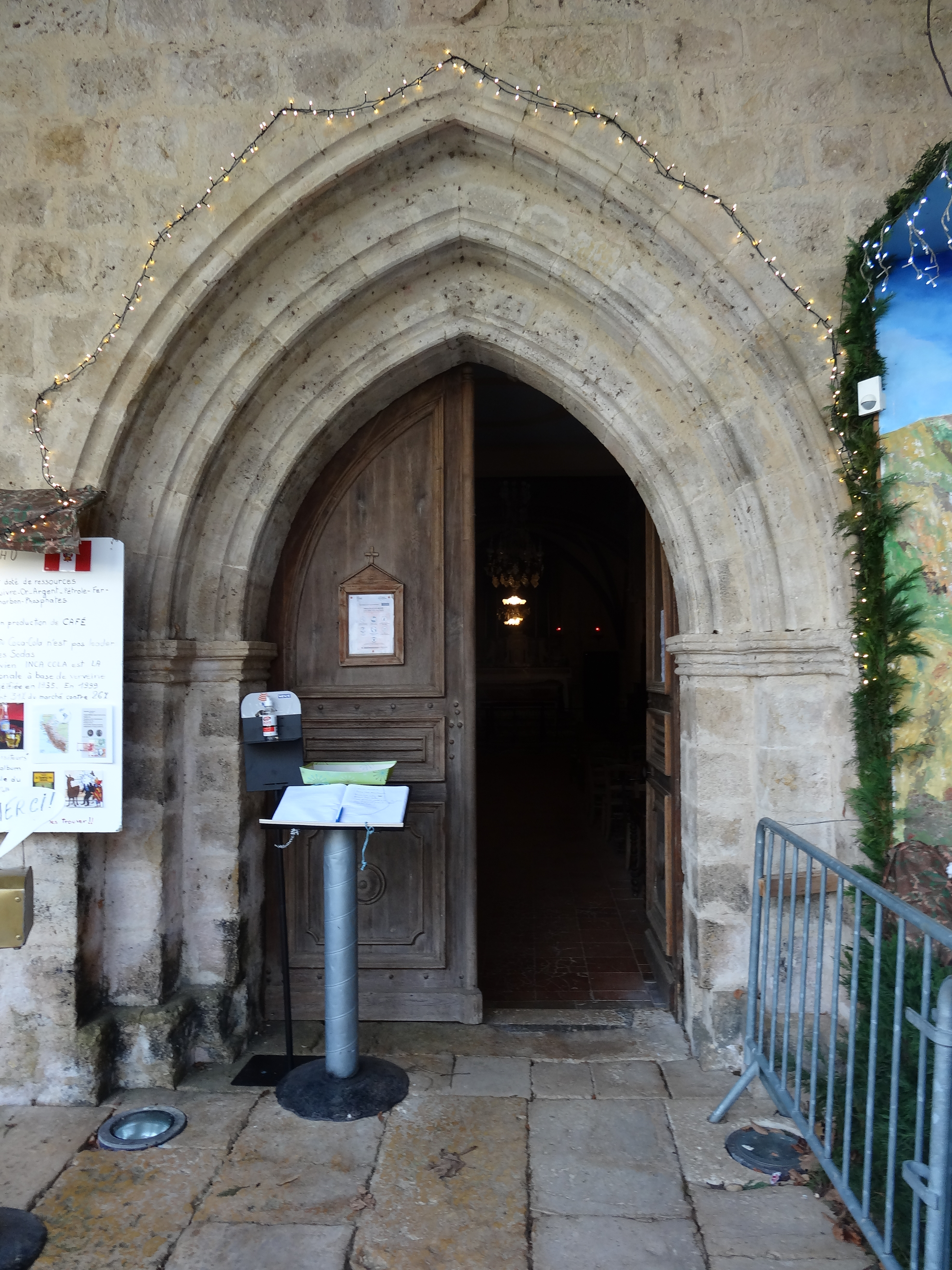
Le portail.
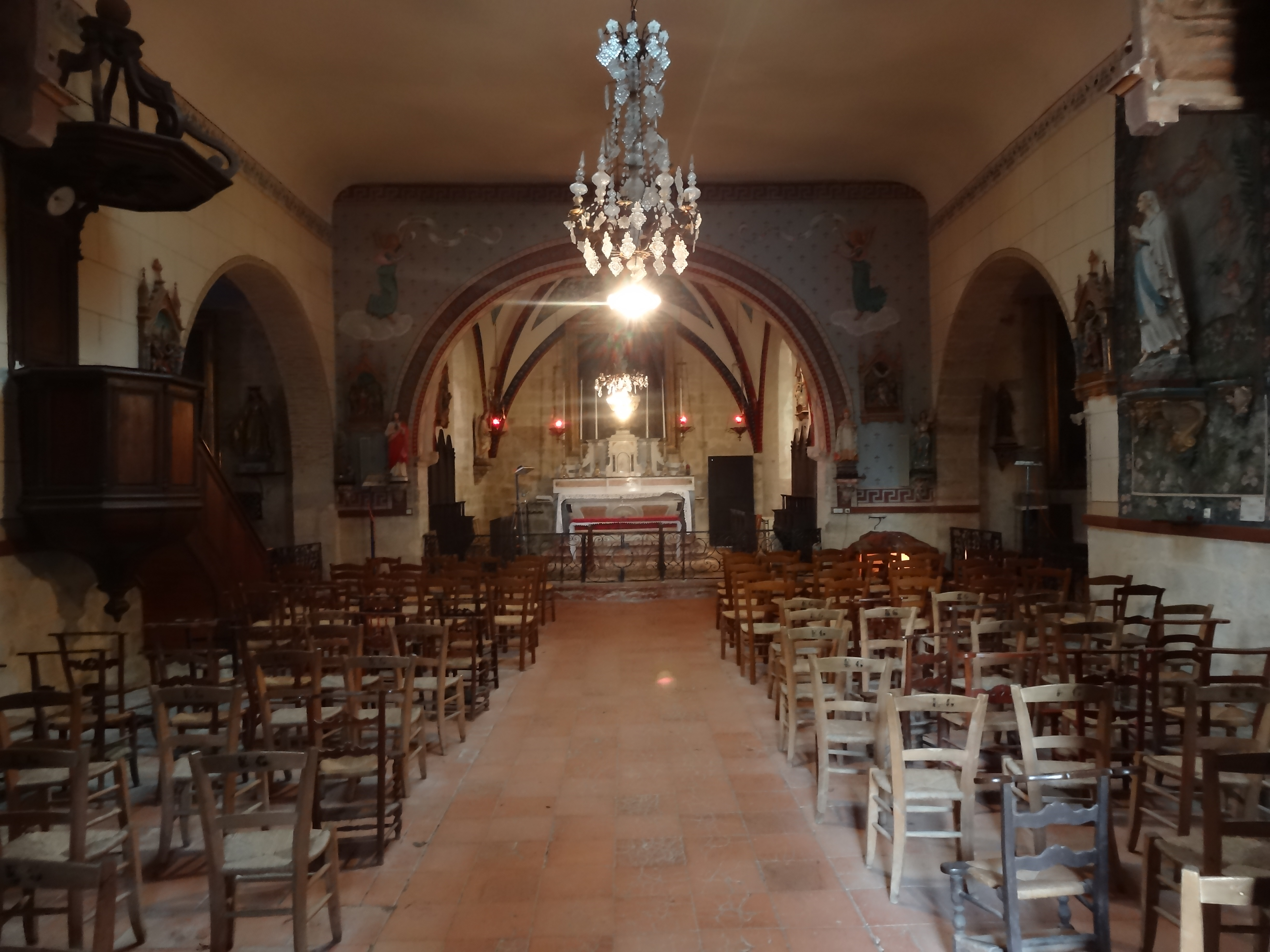
La nef.
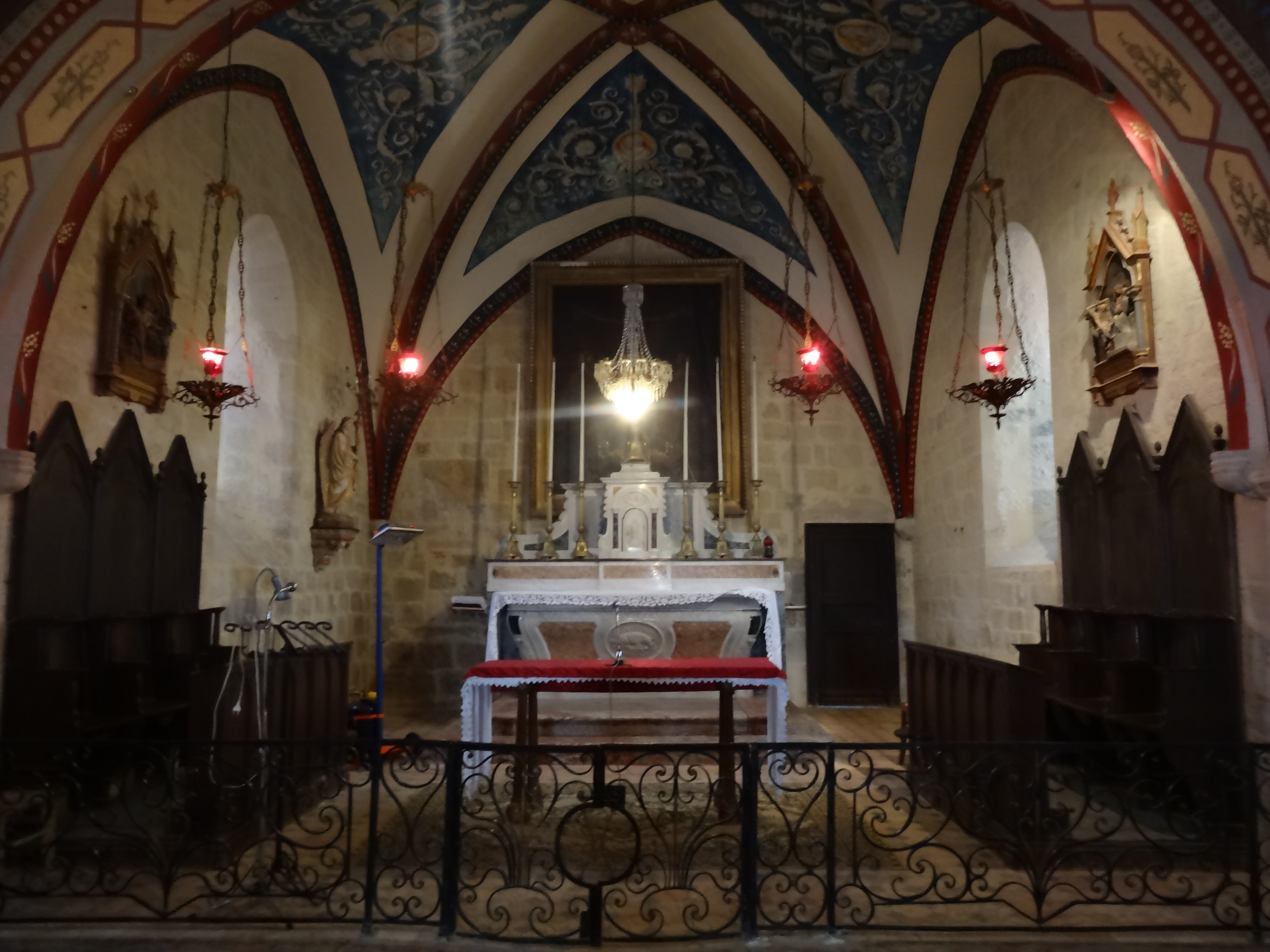
Le chœur.
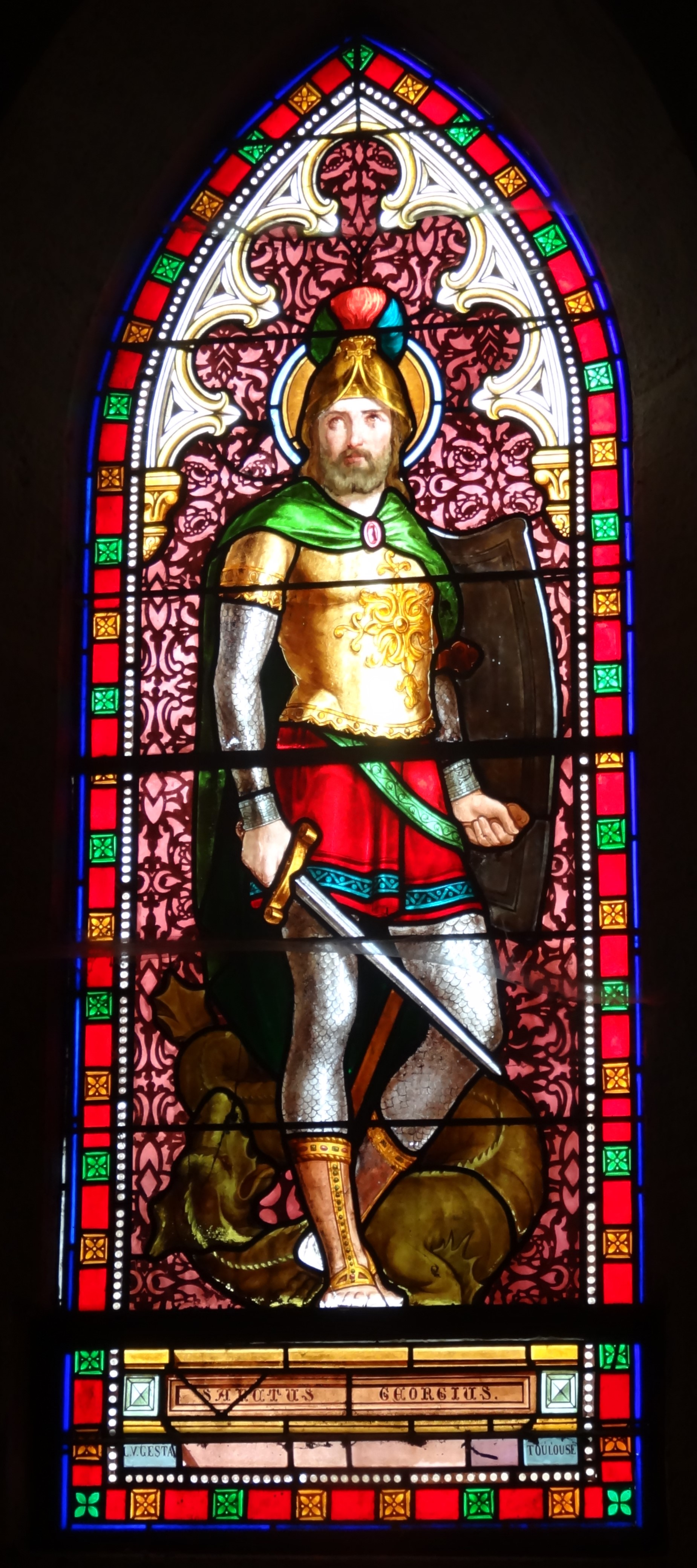
Vitrail.
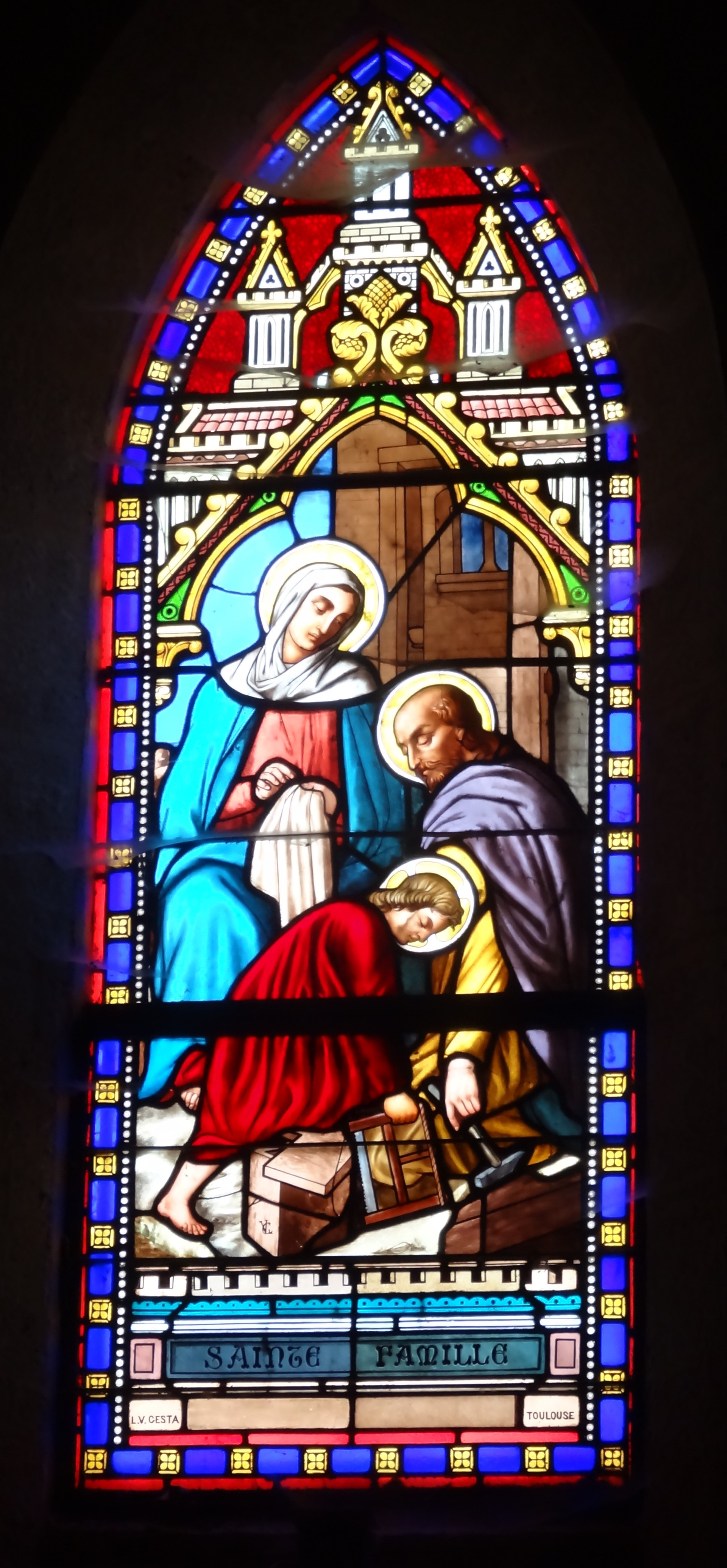
Vitrail.
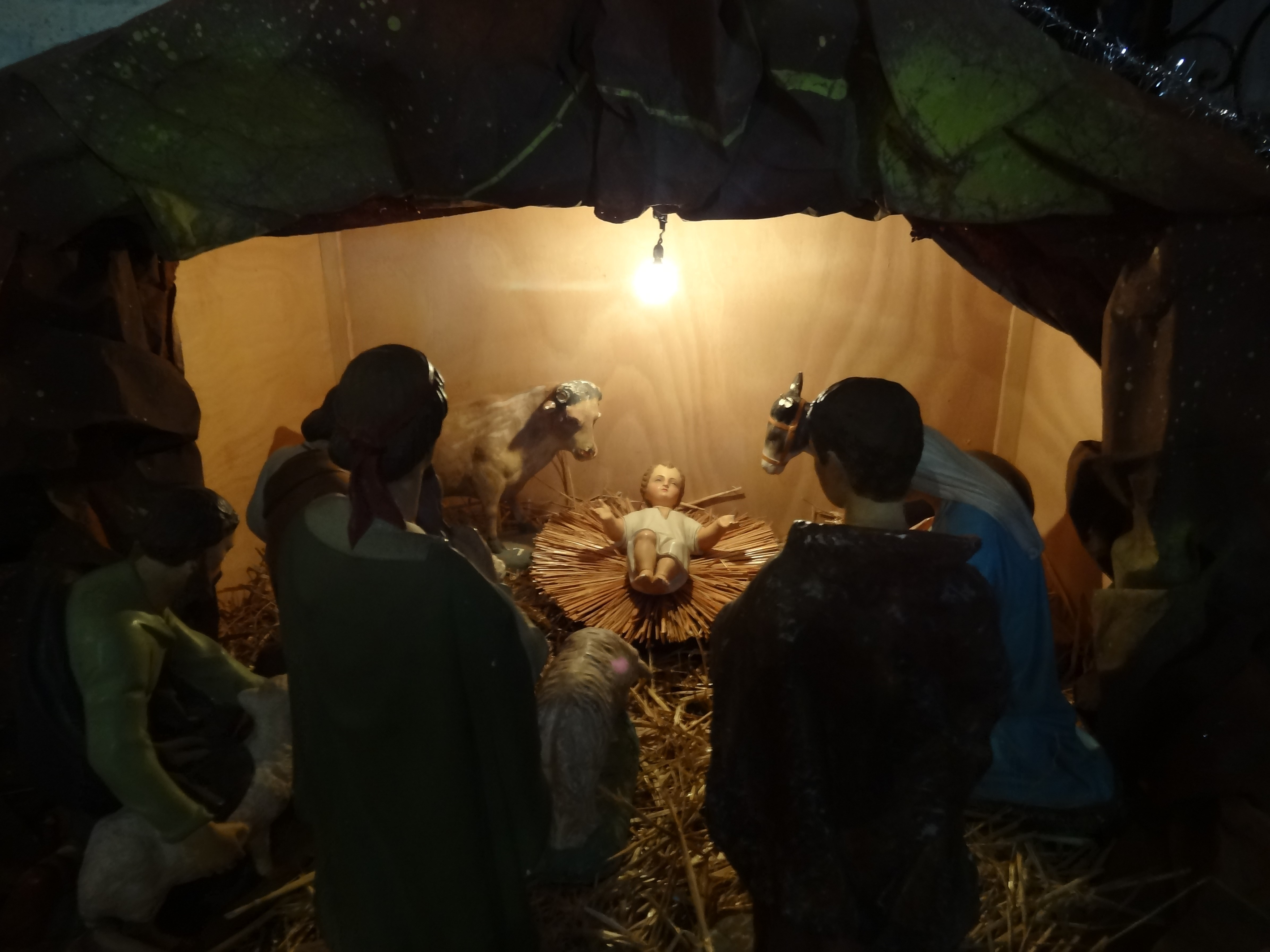
Crèche de l'église à l’occasion de la Ronde des Crèches.

- Les maisons à colombages : une promenade dans Gimbrède permet de découvrir des maisons à colombages et des mirandes ou embans, c'est-à-dire des galeries couvertes.

Les maisons à colombages
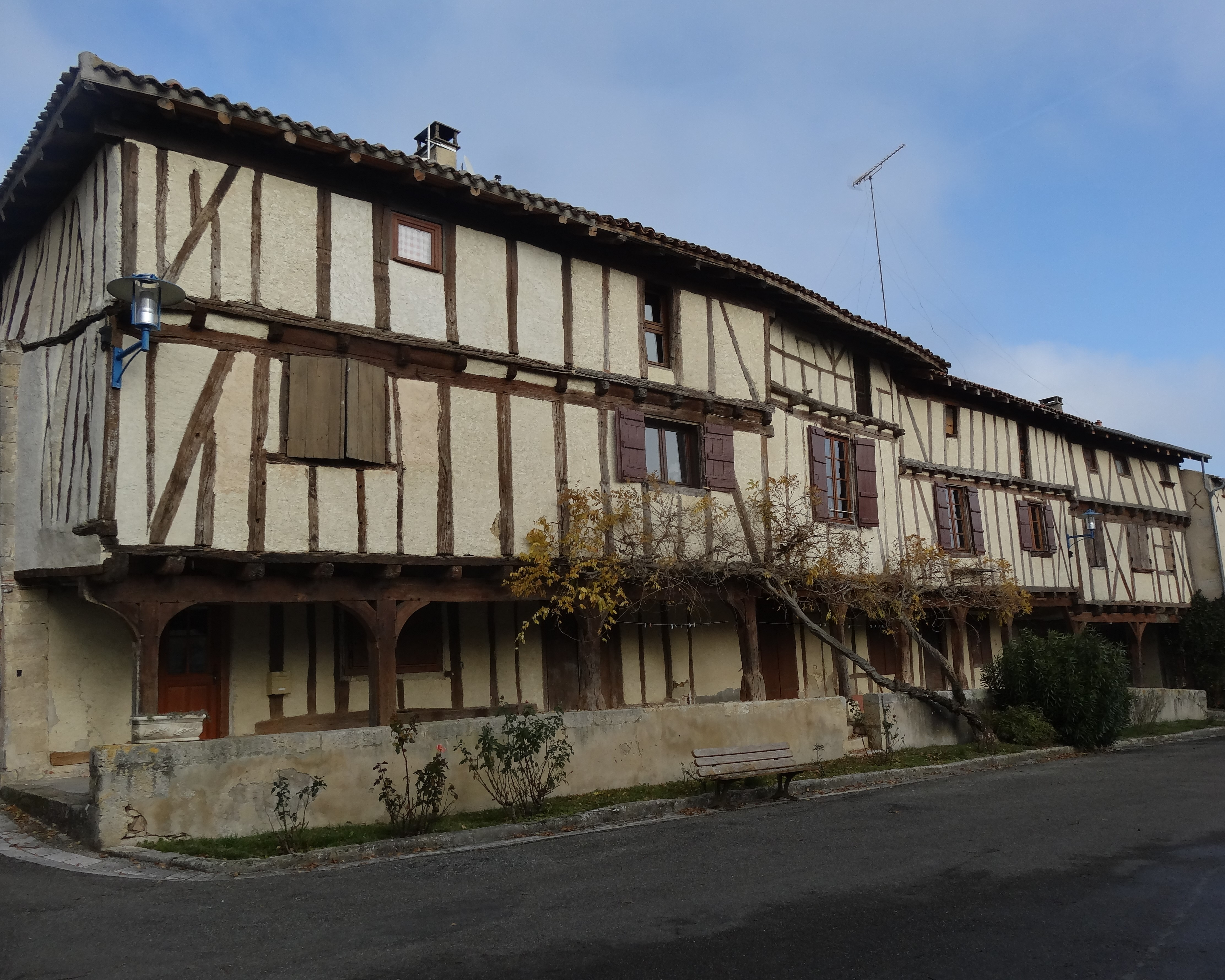
Vue d'ensemble.
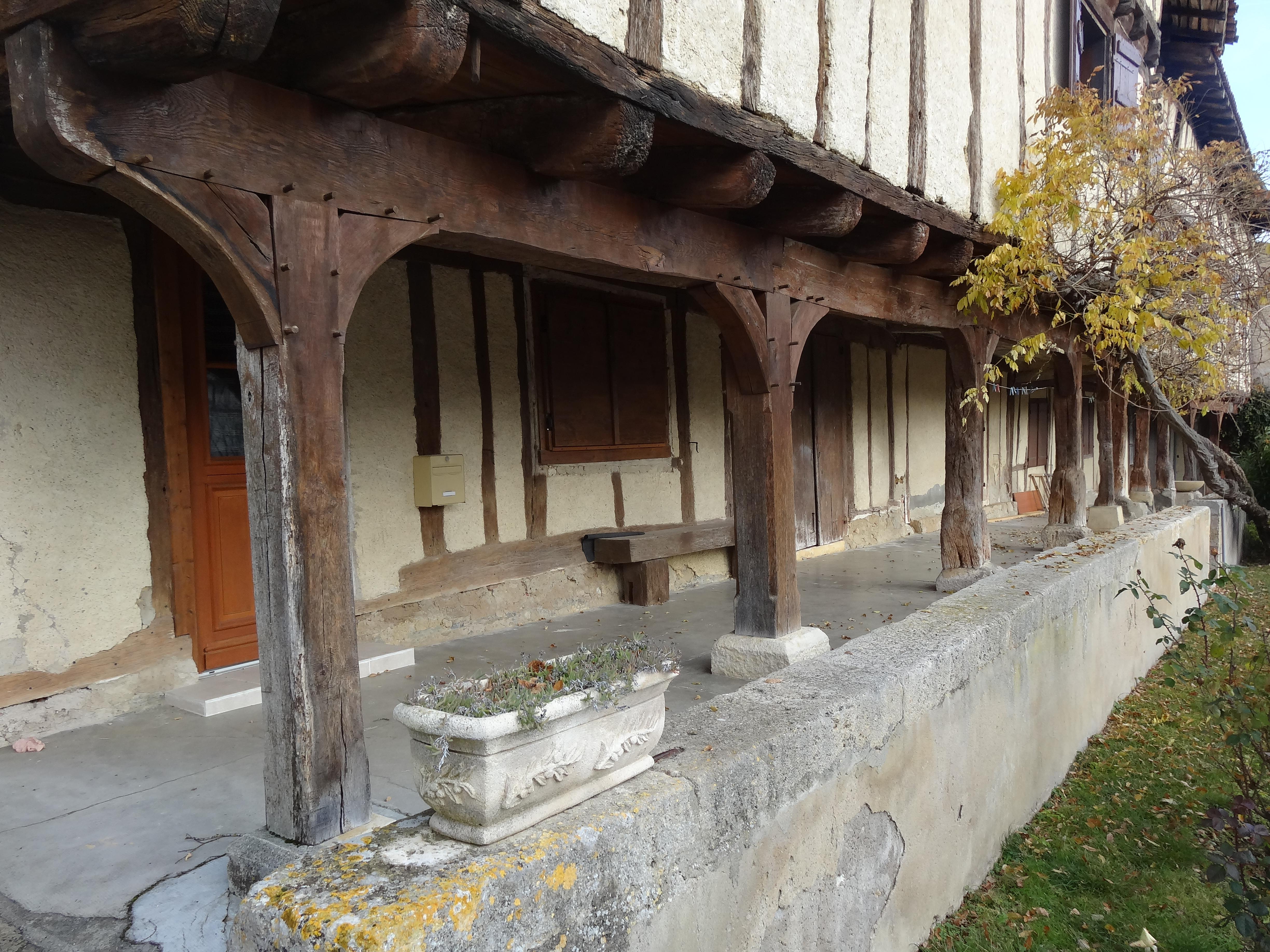
Aperçu des embans et des encorbellements.
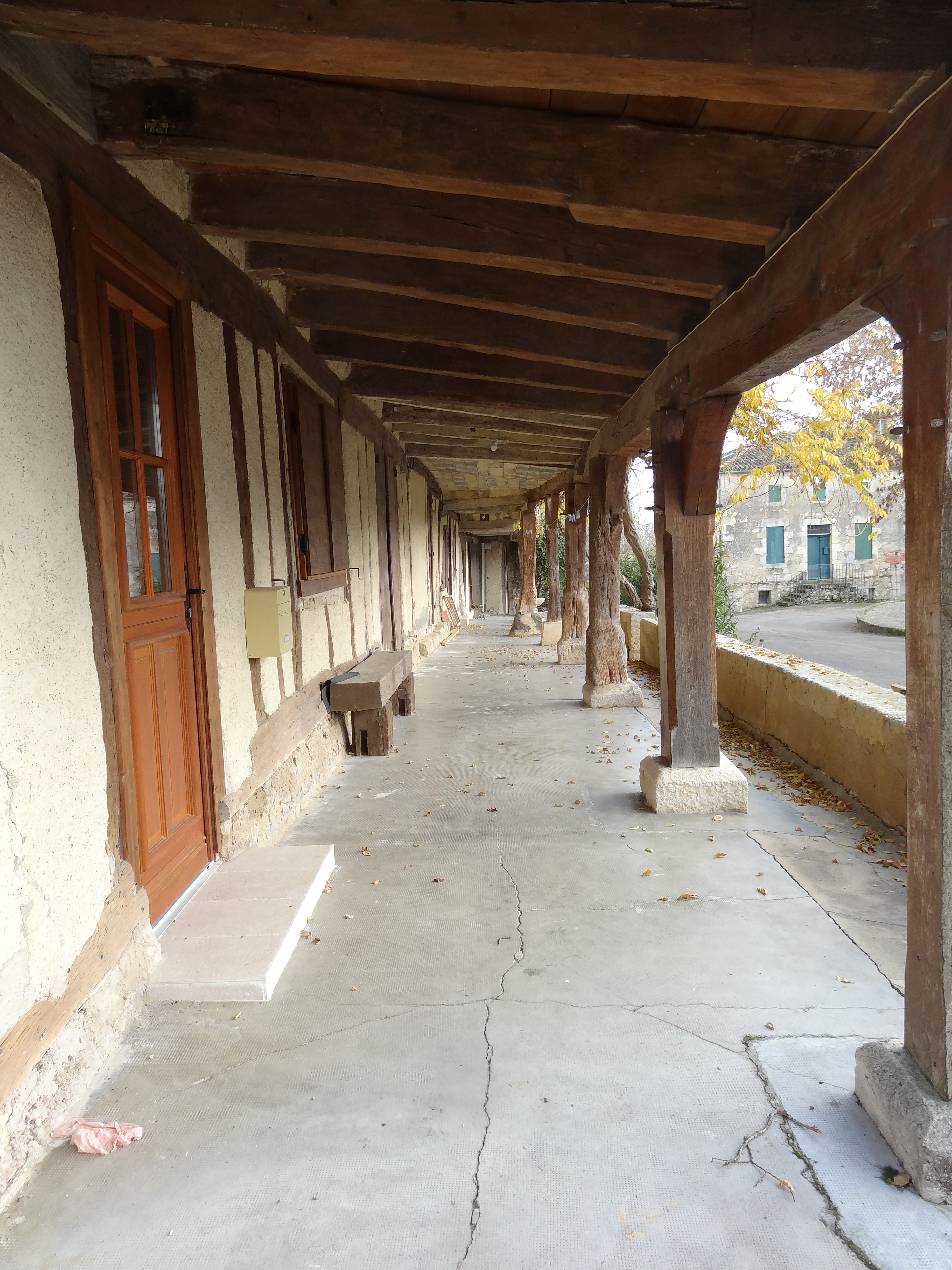
Les embans.

- Lavoir : situé au nord-ouest du village, il est de forme rectangulaire et date de 1871. Il a été restauré durant les années 1980.

Le lavoir
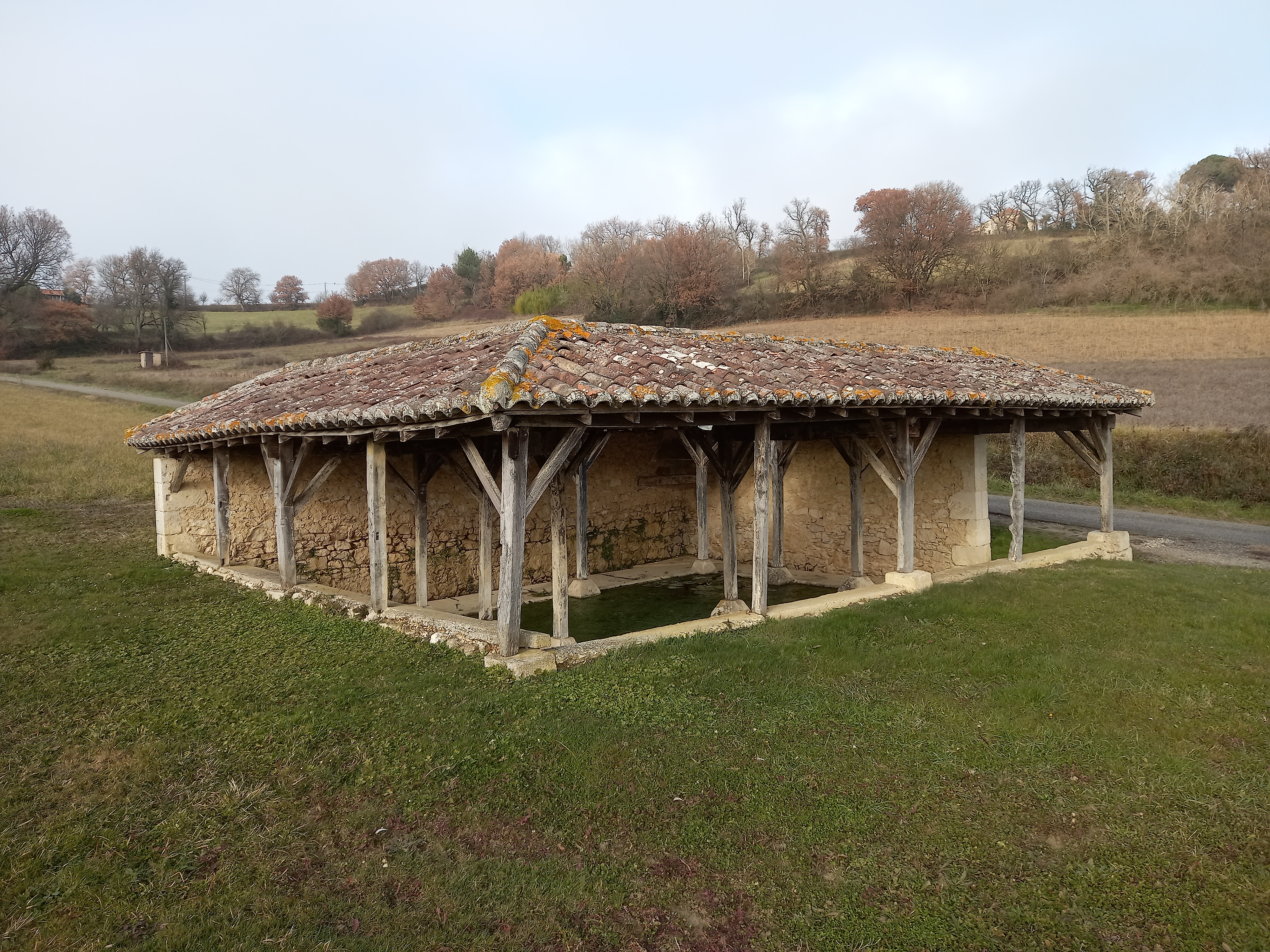
Vue d'ensemble à l’hiver 2021.
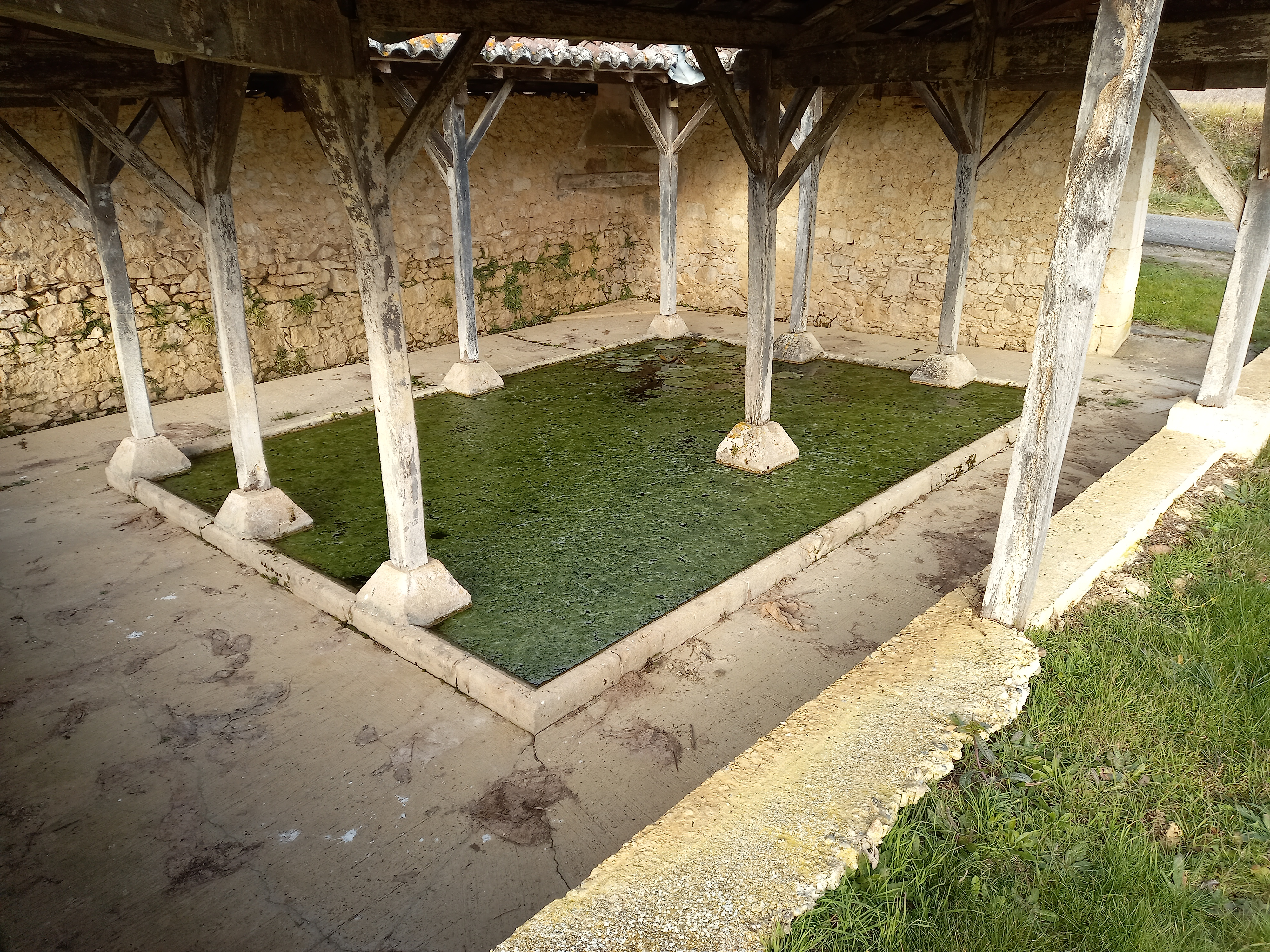
Le bassin.
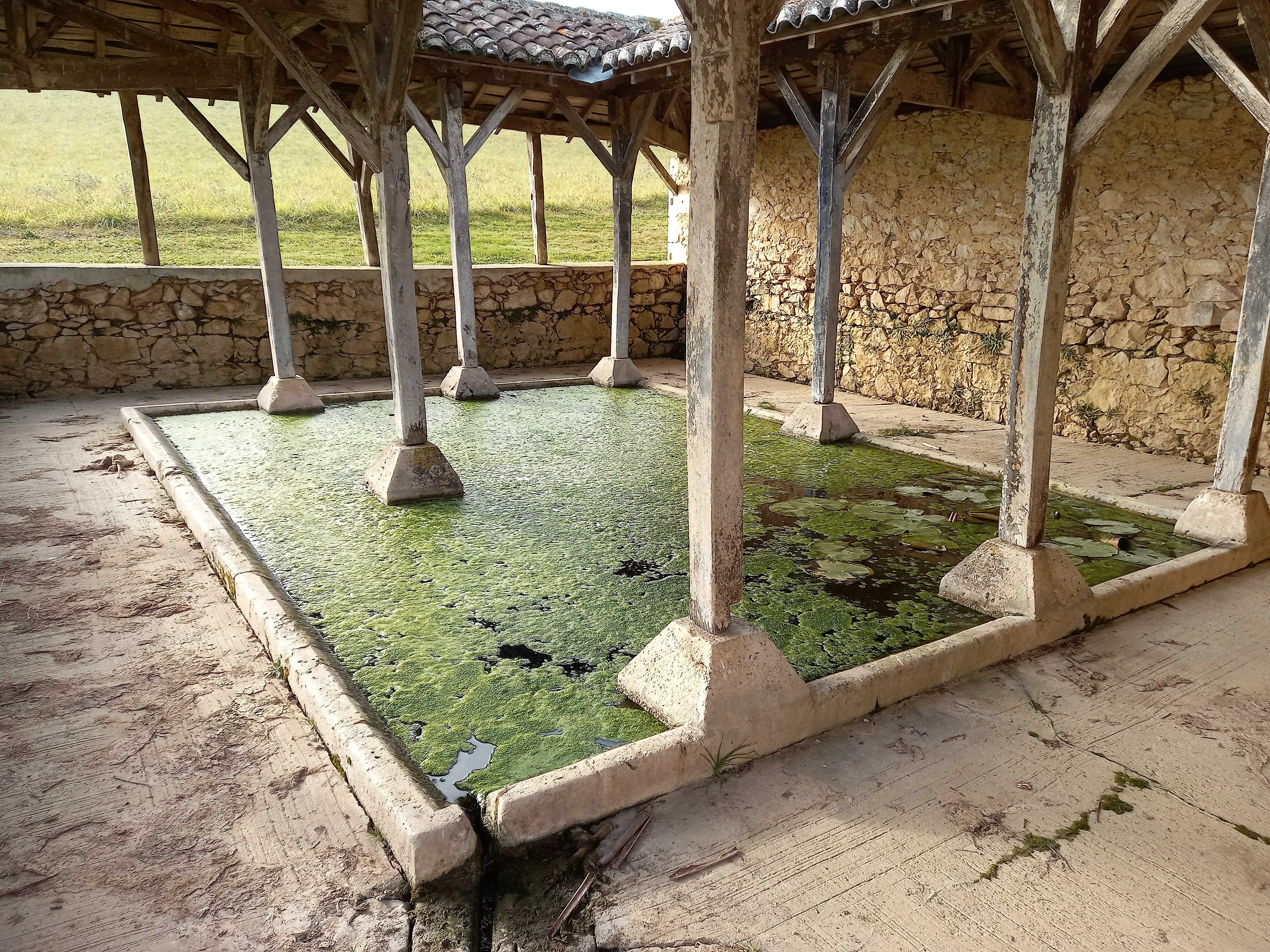
Autre vue.

- Château de Rouillac : « château gascon » du XIVe siècle.

Le château de Rouillac
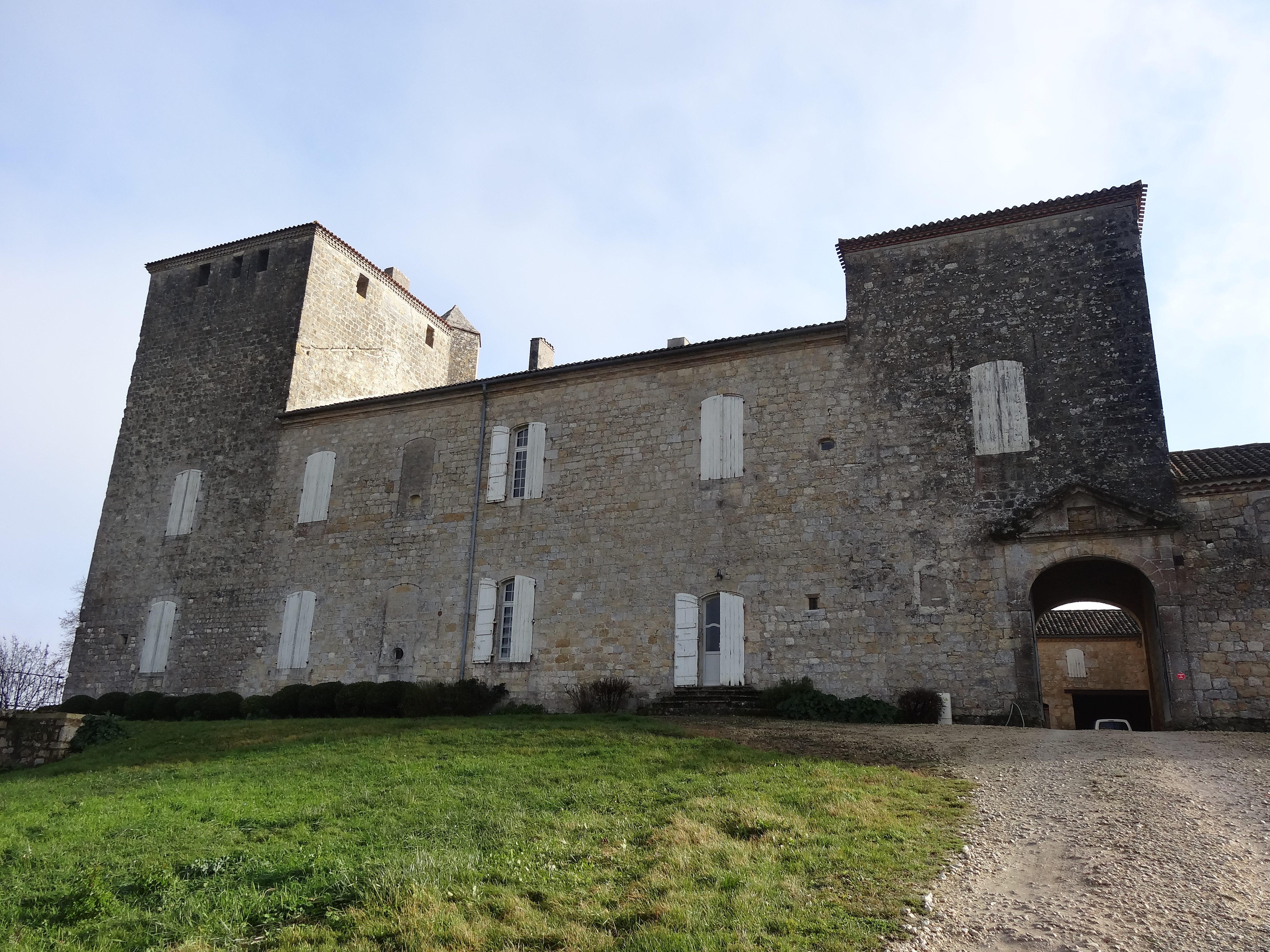
La façade ouest de l’édifice.
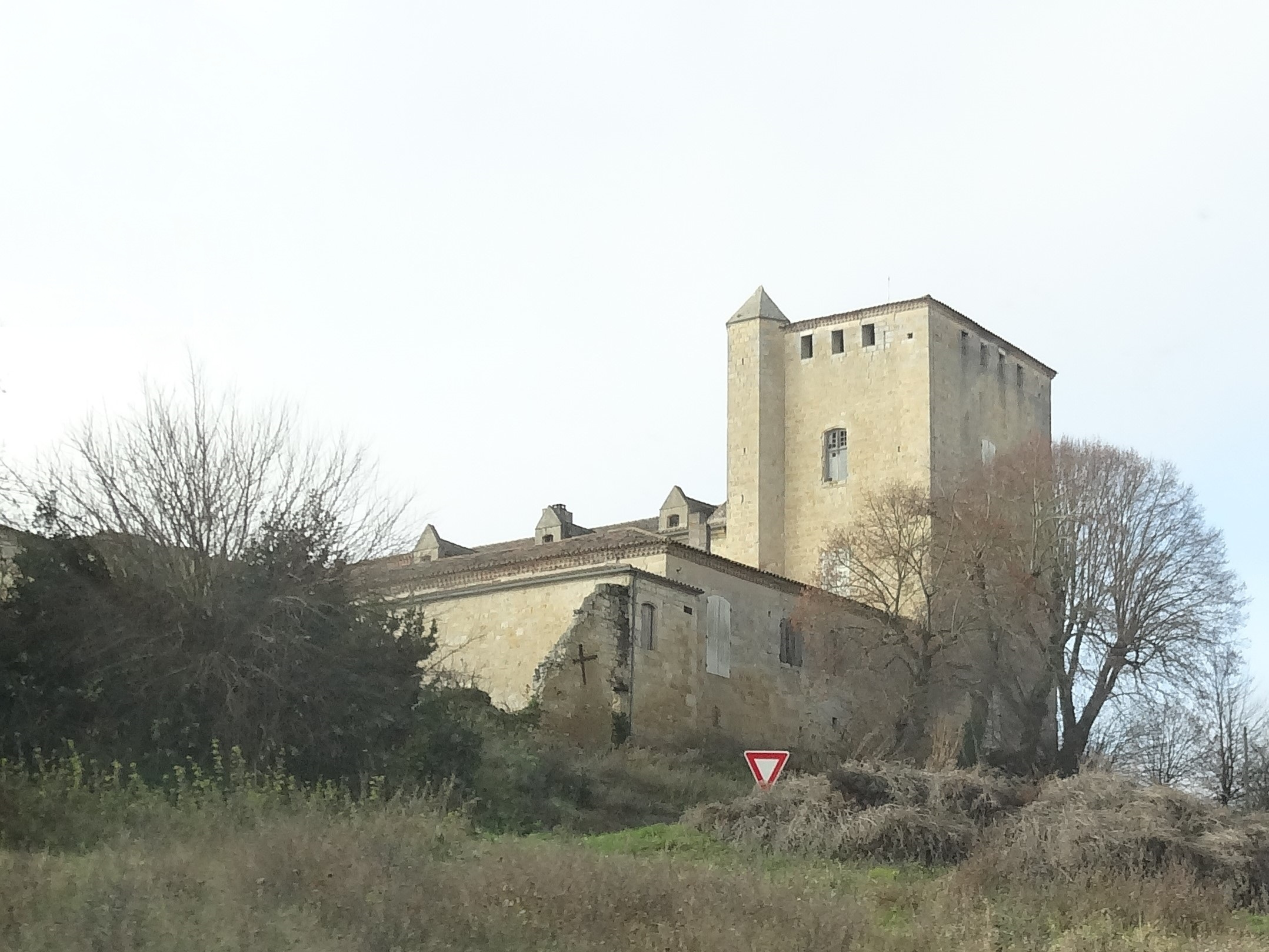
Vue opposée.

- Église Saint-Jacques de Rouillac, XIIe et XVIIe siècles. L'église est inscrite à l'inventaire des monuments historiques depuis 1990[29].

L'église Saint-Jacques
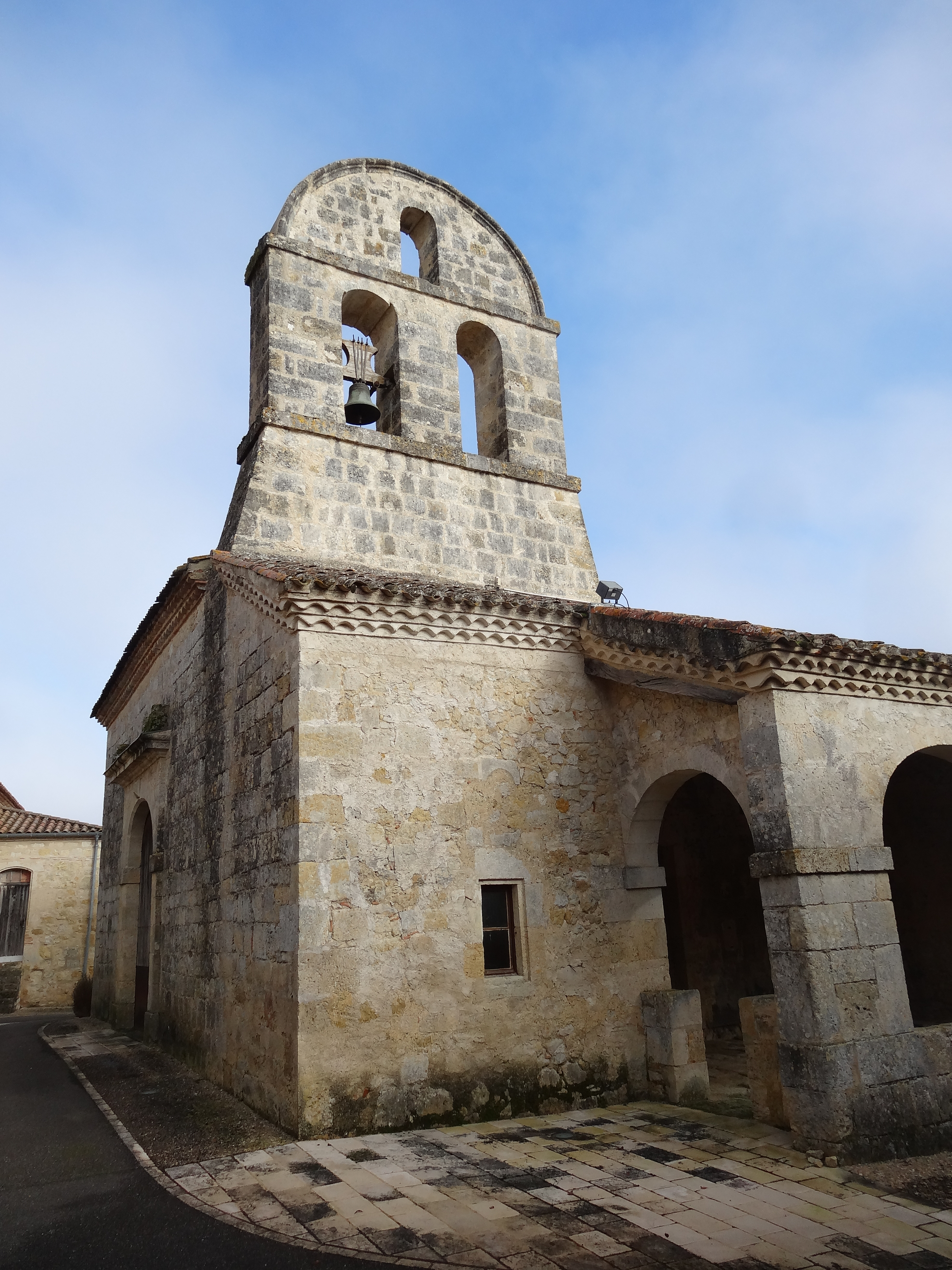
L'église et son clocher-mur.
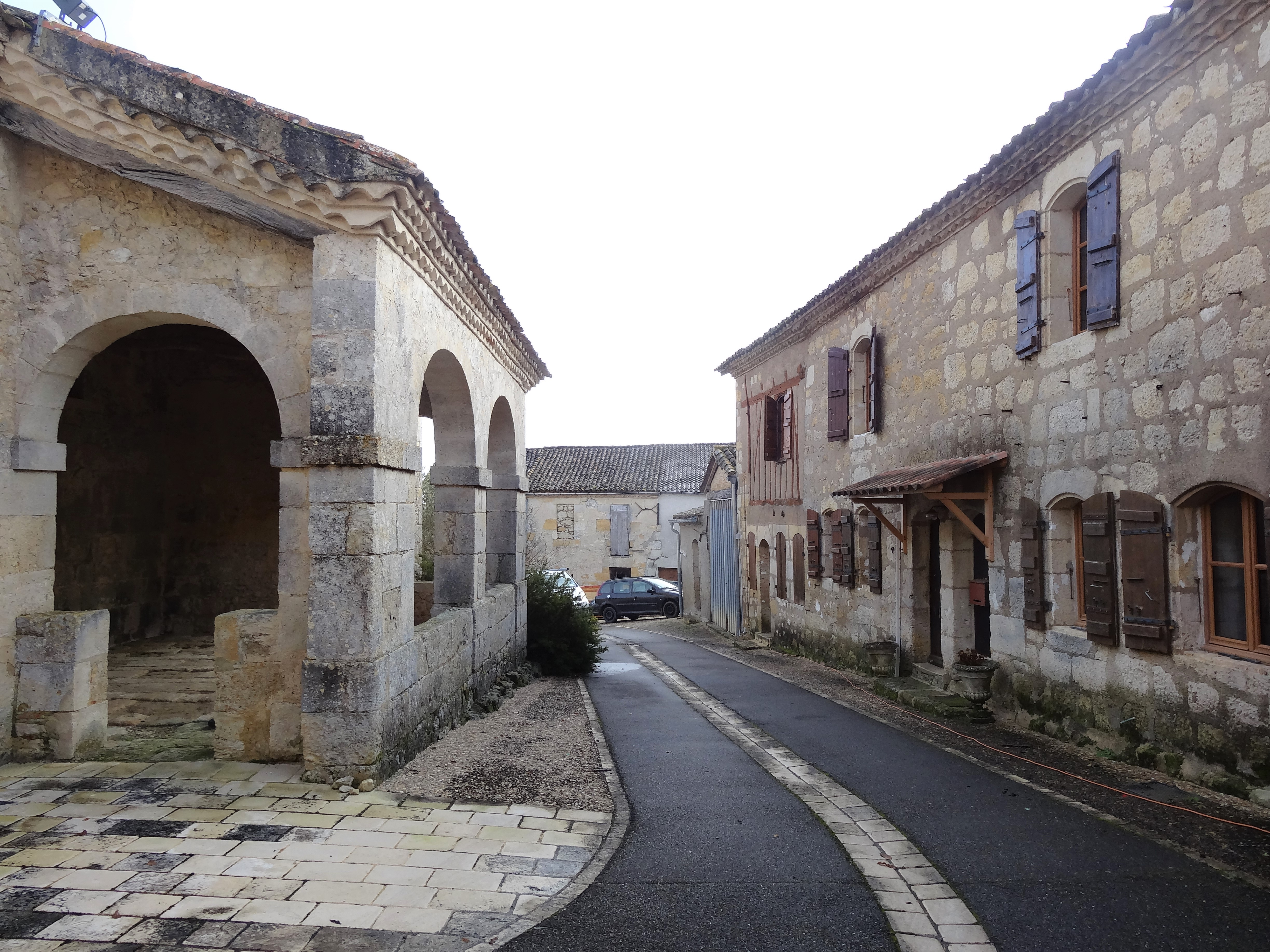
Le porche et les maisons de Rouillac.
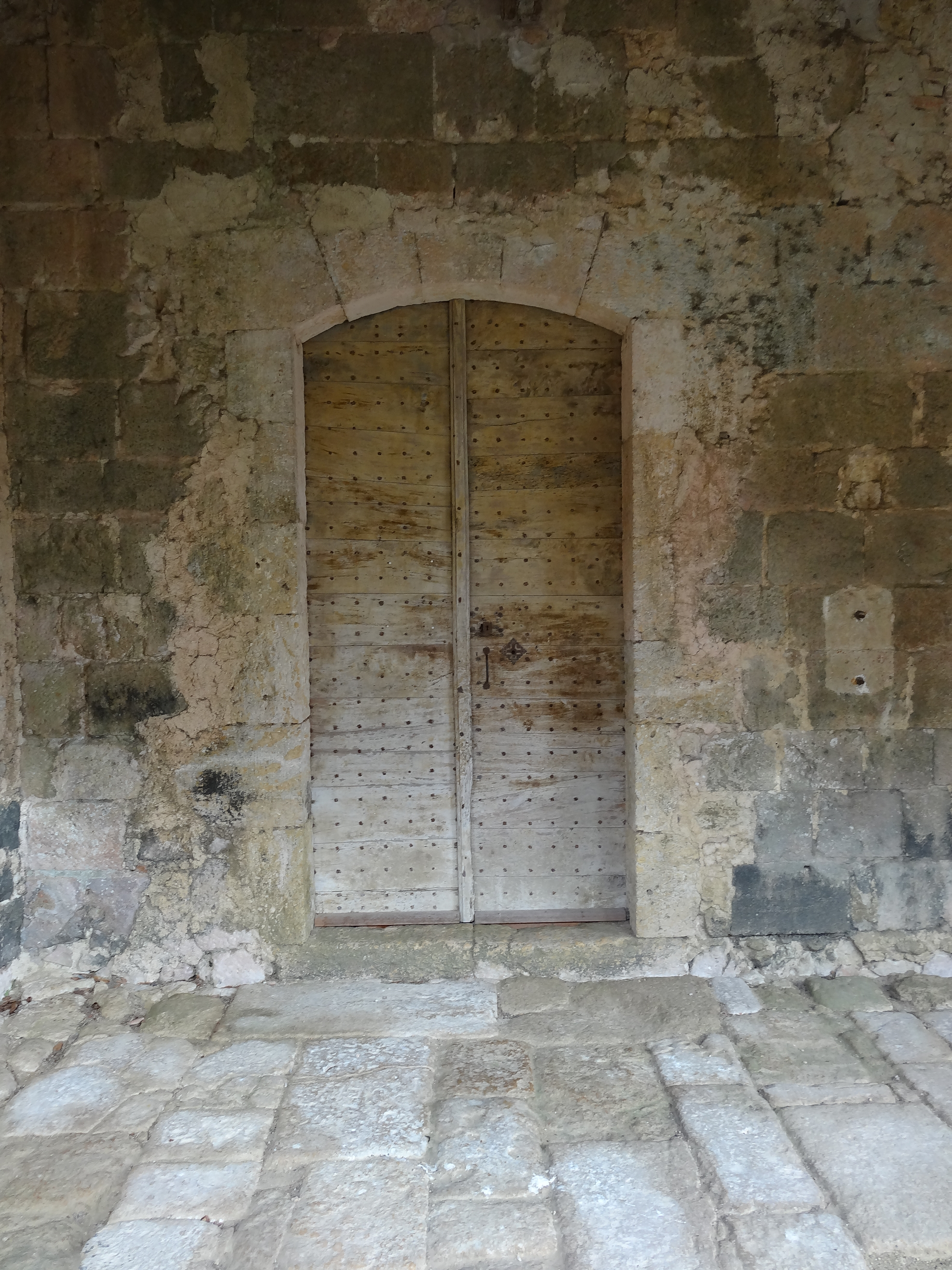
L'entrée sous le porche.

Autres lieux et monuments
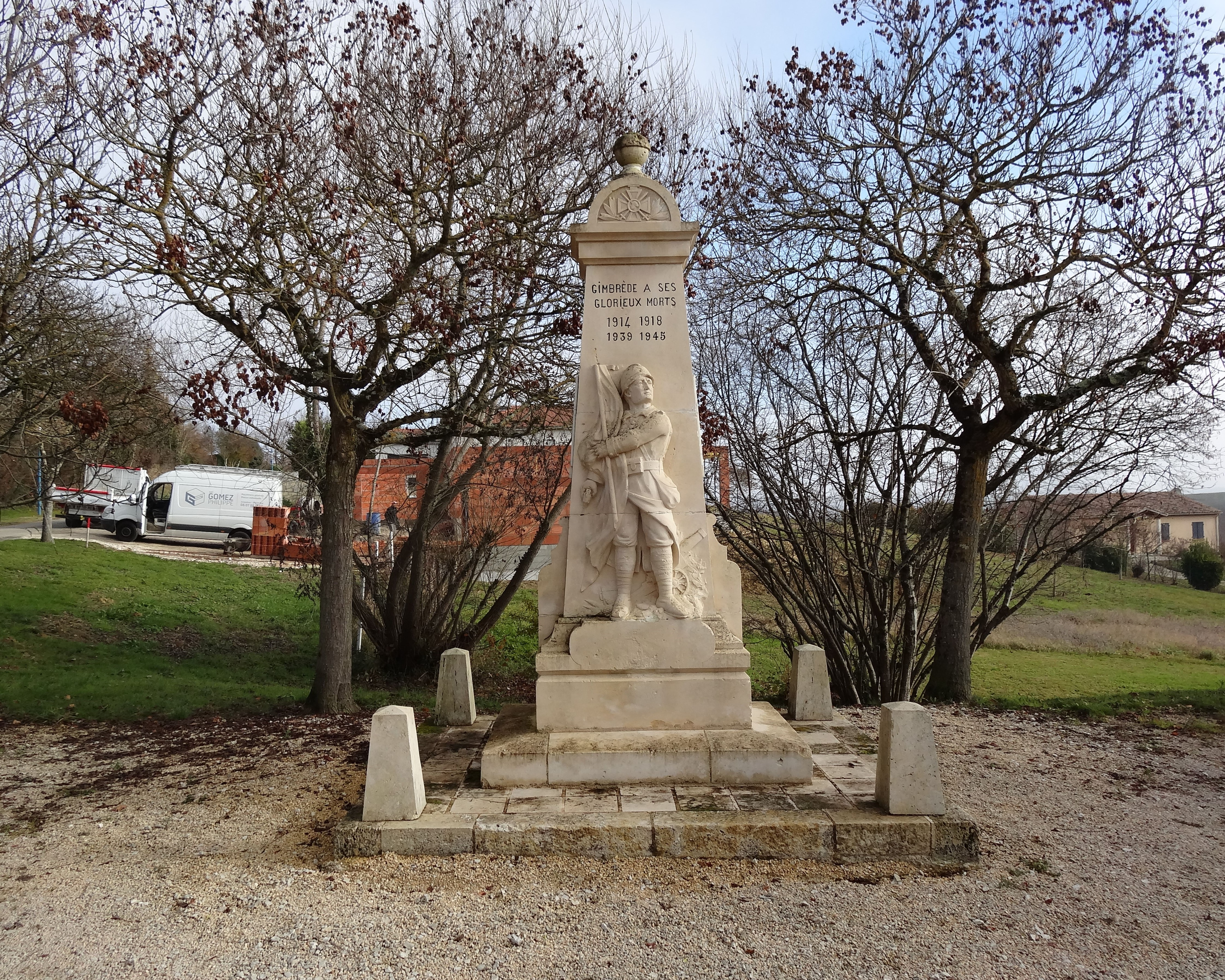
Le monument aux morts.
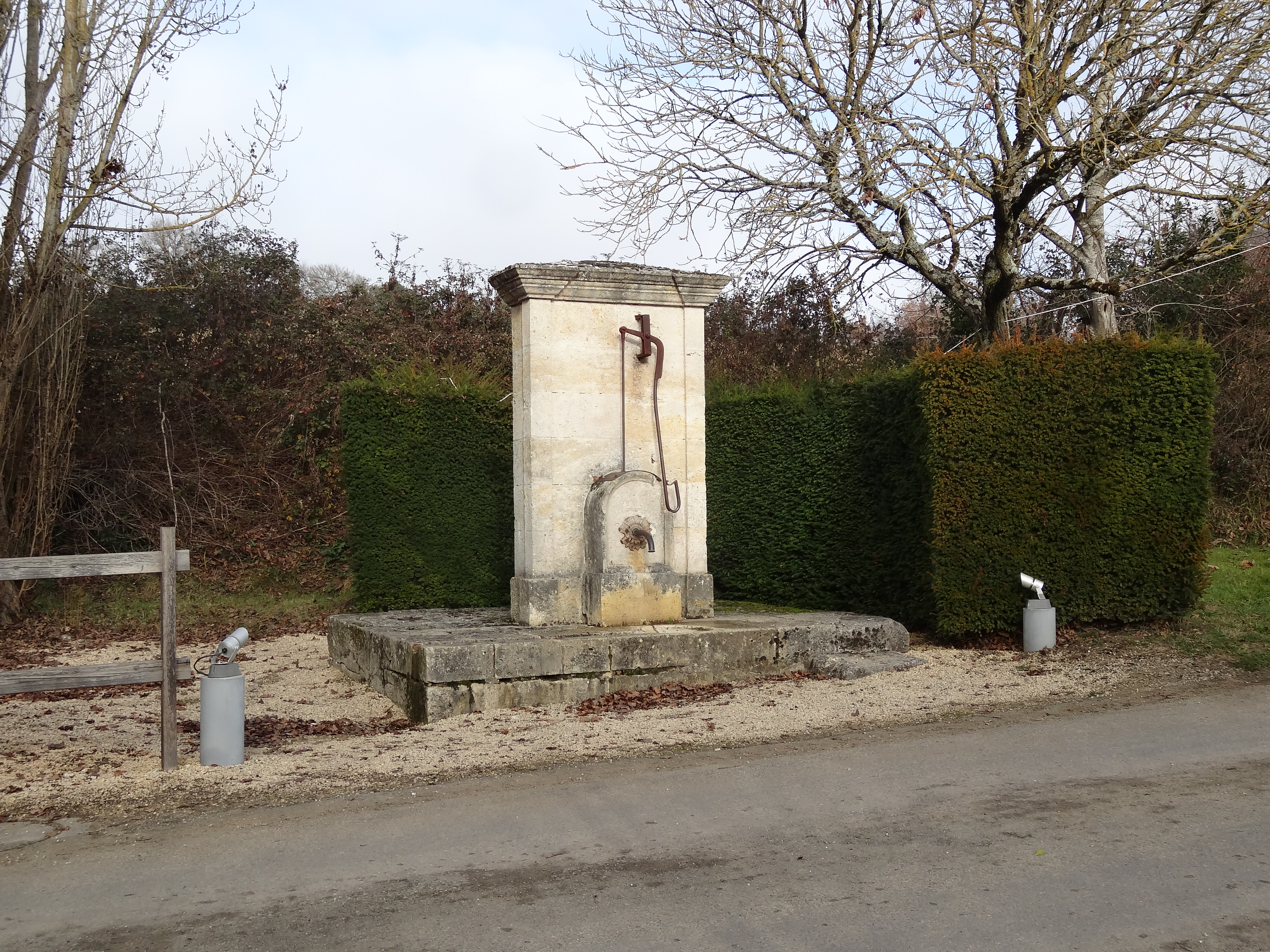
Fontaine.
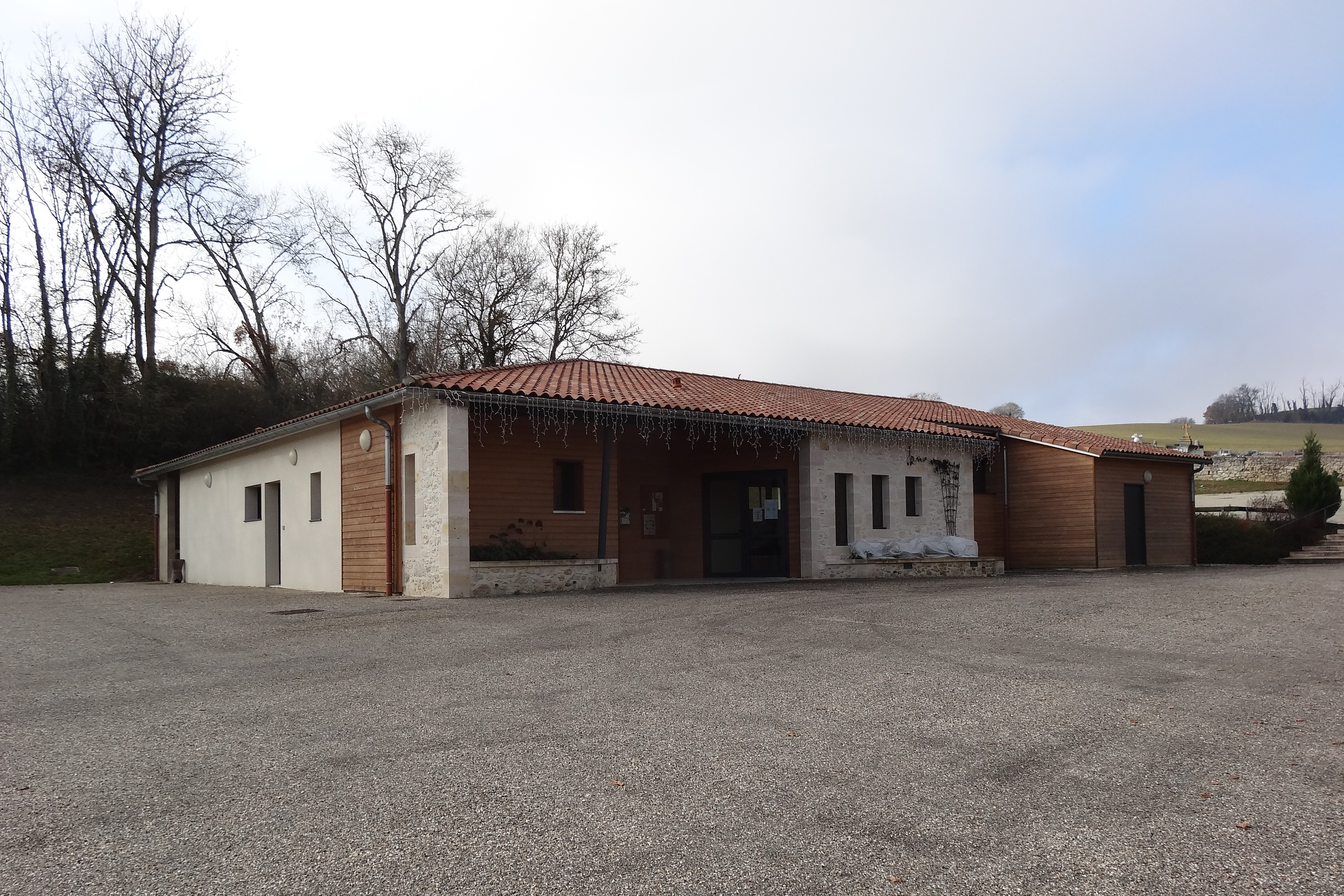
La salle des fêtes.
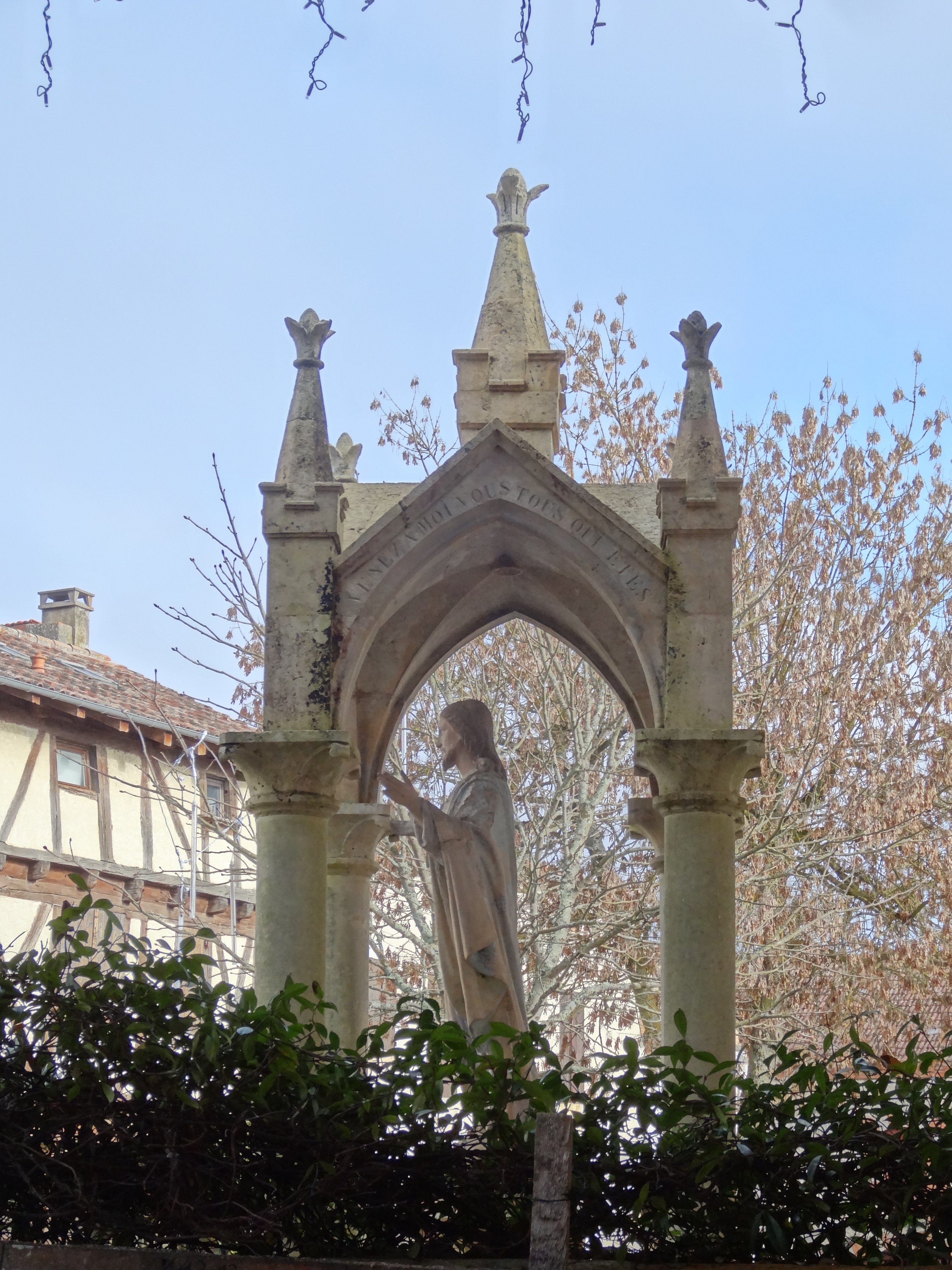
Statue à côté de l’église.
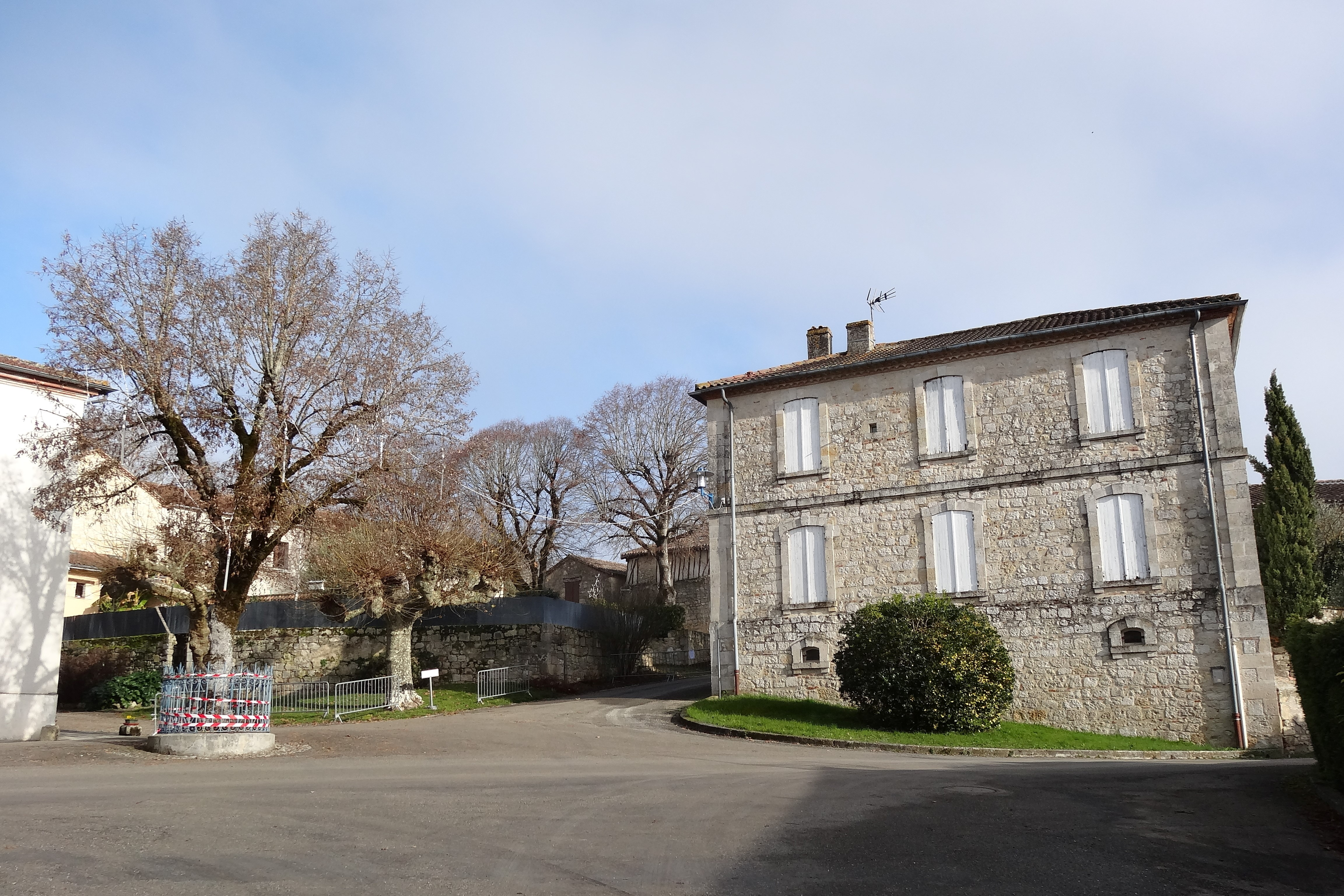
Carrefour et belle maison.
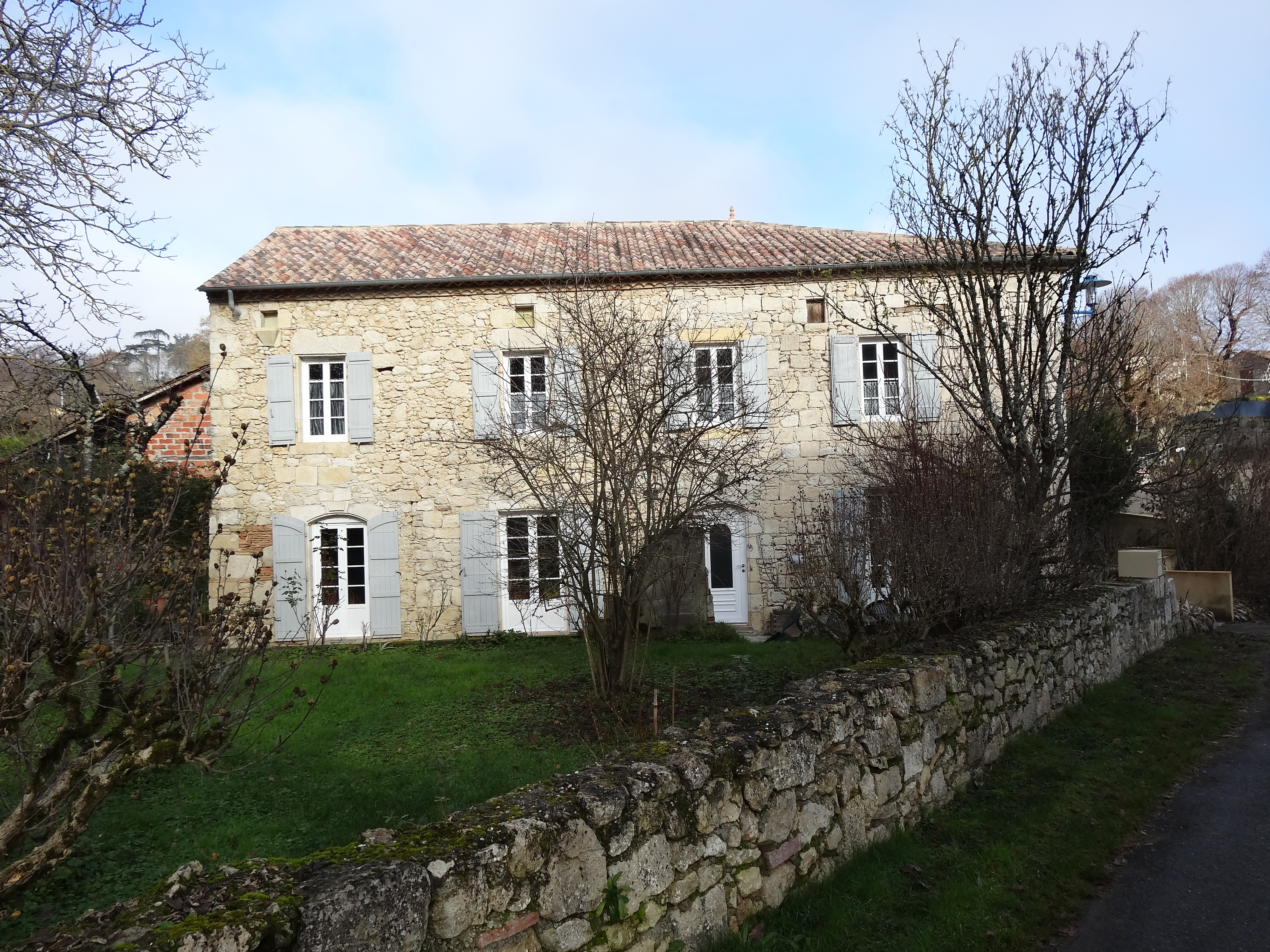
Autre maison en pierre.

### Personnalités liées à la commune

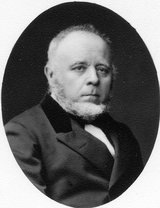
Antoine-Dominique Bordes (1815-1883)

- Antoine-Dominique Bordes (1815[30]-1883) : fondateur de l’armement Bordes, première maison d'armement cap-hornier mondiale[31] au XIXe siècle. Il est né dans cette commune le 21 juillet 1815  et il décédé à Bordeaux le 28 mai 1883[32].